# Communauté d'agglomération de Cergy-Pontoise
Pour les articles homonymes, voir Pontoise (homonymie).
La communauté d'agglomération de Cergy-Pontoise est une communauté d'agglomération de France, étendue sur les départements du Val-d'Oise et des Yvelines, au nord-ouest de Paris, sur l'Oise. Elle est issue de la ville nouvelle de Cergy-Pontoise.
Les habitants de la communauté d'agglomération se nomment les Cergy-Pontains.

## Historique
- 16 avril 1969 : création de l'Établissement public d'aménagement (EPA)

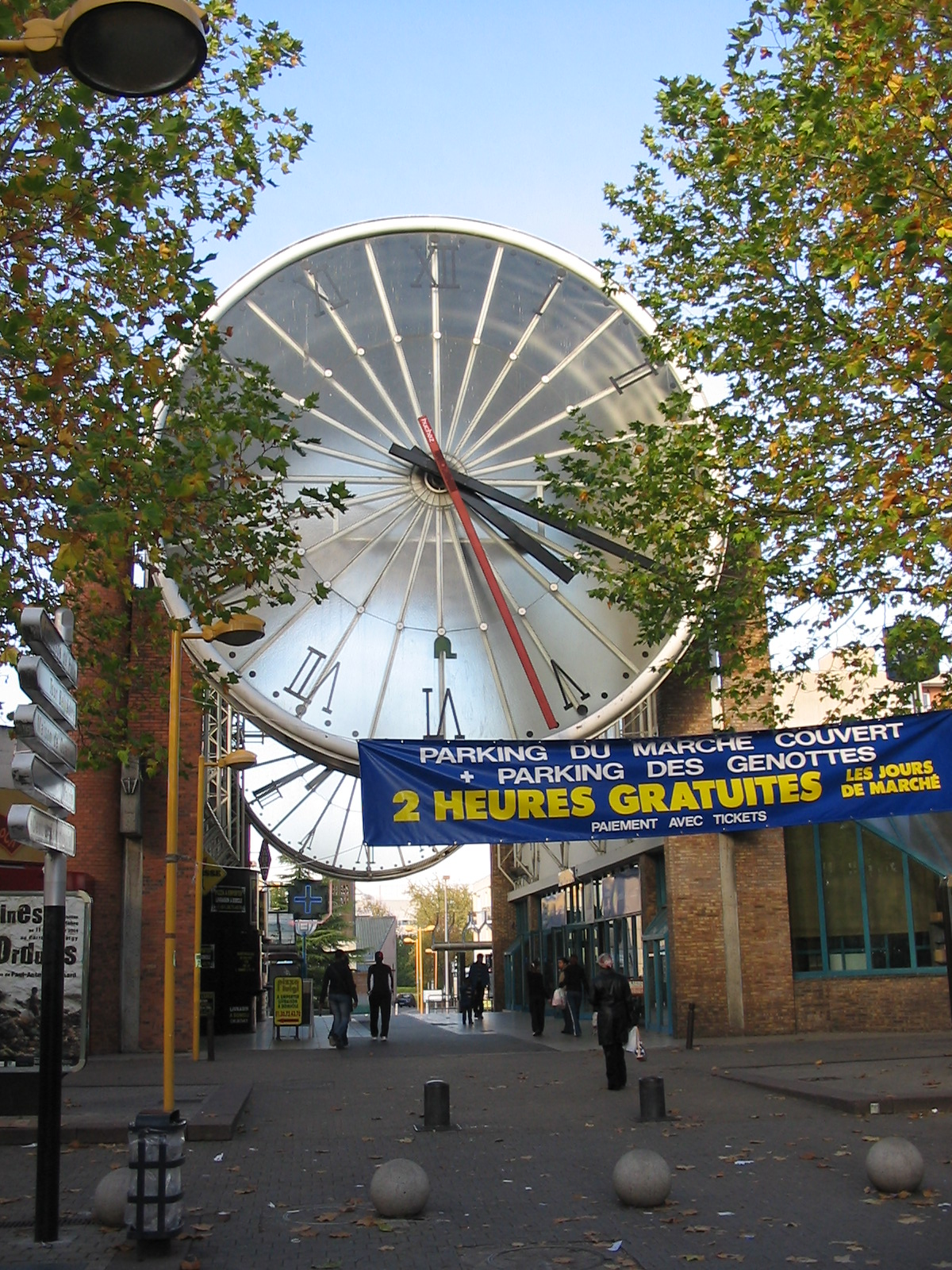
La place de l'Horloge.

- 1970 : la loi no 70-610 du 10 juillet 1970, dite loi Boscher, précise les conditions de création d'une « ville nouvelle » et ouvre différents statuts permettant d'organiser une coopération intercommunale entre les villes composant la nouvelle agglomération.
- 1970 : ouverture de la préfecture du Val-d'Oise. Le bâtiment en pyramide inversée dessiné par Henry Bernard est le premier bâtiment de la ville nouvelle et annonce le développement du quartier de la préfecture.
- 1971 : création du Syndicat communautaire d'aménagement (SCA).
- 11 août 1972 : création officielle de la ville nouvelle de Cergy-Pontoise, comptant quinze communes (les treize communes actuelles, moins Maurecourt, plus Boissy-l'Aillerie, Méry-sur-Oise et Pierrelaye).
- 1983 : la loi Rocard modifie le statut des villes nouvelles.
- 1984 : le Syndicat d'agglomération nouvelle (SAN) remplace le SCA, quatre communes quittent la structure (Boisemont, Boissy-l'Aillerie, Méry-sur-Oise et Pierrelaye)
- 31 décembre 2002 : fin de la mission et dissolution de l'EPA, à la suite de l'achèvement de la ville nouvelle.
- 1er janvier 2004 : transformation du SAN en communauté d'agglomération (nouvelle identification Cergy Pontoise Énergies Ouest)
- 1er janvier 2005 : Boisemont rejoint la communauté d'agglomération[1]
- 1er juillet 2012 : Maurecourt rejoint la communauté d'agglomération[2]

## Territoire communautaire

### Situation
Le site de la ville nouvelle fut choisi pour le caractère exceptionnel et singulier du paysage, elle s'est en effet formée autour de l'amphithéâtre de la boucle de l'Oise. Ce site permettait de constituer une « ville-paysage » autour de la boucle de la rivière qui deviendrait son emblème. Il permettait en outre une organisation urbaine originale en fer-à-cheval : la forme apporterait une unité politique et administrative. Par ailleurs, la communauté d'agglomération occupe une position centrale au niveau du département, sur l'axe ouest-est, le plus long.

### Composition
La communauté d'agglomération est composée des 13 communes suivantes :

| Nom                 | Code Insee | Gentilé        | Superficie (km2) | Population (dernière pop. légale) | Densité (hab./km2) |
| ------------------- | ---------- | -------------- | ---------------- | --------------------------------- | ------------------ |
| Cergy (siège)       | 95127      | Cergyssois     | 11,65            | 69 578 (2022)                     | 5 972              |
| Boisemont           | 95074      | Boisemontais   | 2,77             | 883 (2022)                        | 319                |
| Courdimanche        | 95183      | Courdimanchois | 5,57             | 7 111 (2022)                      | 1 277              |
| Éragny              | 95218      | Éragniens      | 4,72             | 18 723 (2022)                     | 3 967              |
| Jouy-le-Moutier     | 95323      | Jocassiens     | 6,89             | 17 411 (2022)                     | 2 527              |
| Maurecourt          | 78382      | Maurecourtois  | 3,65             | 4 399 (2022)                      | 1 205              |
| Menucourt           | 95388      | Menucourtois   | 3,68             | 6 189 (2022)                      | 1 682              |
| Neuville-sur-Oise   | 95450      | Neuvillois     | 4,25             | 2 089 (2022)                      | 492                |
| Osny                | 95476      | Onyssois       | 12,52            | 17 471 (2022)                     | 1 395              |
| Pontoise            | 95500      | Pontoisiens    | 7,15             | 31 623 (2022)                     | 4 423              |
| Puiseux-Pontoise    | 95510      | Puiséens       | 5,64             | 593 (2022)                        | 105                |
| Saint-Ouen-l'Aumône | 95572      | Saint-Ouennais | 12,21            | 25 614 (2022)                     | 2 098              |
| Vauréal             | 95637      | Vauréaliens    | 3,46             | 16 079 (2022)                     | 4 647              |

### Démographie
Du fait de l'implantation de la ville nouvelle, la population regroupée des douze communes a été multipliée par 5 en quarante ans, comme le montre le tableau ci-dessous.
| 1968   | 1975   | 1982    | 1990    | 1999    | 2010    | 2015    | 2021    | 2022    |
| ------ | ------ | ------- | ------- | ------- | ------- | ------- | ------- | ------- |
| 44 292 | 72 798 | 106 161 | 163 125 | 182 839 | 195 313 | 204 248 | 214 428 | 217 763 |

La commune de Cergy regroupe près du tiers de la population totale, et constitue le centre de la ville nouvelle, avec notamment un important centre administratif et la préfecture du Val-d'Oise. Avant l'implantation de la ville nouvelle, seules Pontoise, chef-lieu du département, et Saint-Ouen-l'Aumône étaient déjà urbanisées ; regroupant la moitié de la population à l'origine, elles en représentent environ un quart désormais.

### Collectivités voisines
La communauté d'agglomération de Cergy-Pontoise est limitrophe des communes de : Ableiges (La Villeneuve-Saint-Martin) (Val-d'Oise), Andrésy (Yvelines), Auvers-sur-Oise (Val-d'Oise), Boissy l'Aillerie (Val-d'Oise), Condécourt (Val-d'Oise), Conflans-Sainte-Honorine (Yvelines), Courcelles-sur-Viosne (Val-d'Oise), Ennery (Val-d'Oise), Évecquemont (Yvelines), Génicourt (Val-d'Oise), Herblay (Val-d'Oise), Méry-sur-Oise (Val-d'Oise), Pierrelaye (Val-d'Oise), Sagy (Val-d'Oise), Triel-sur-Seine (Yvelines) et Vaux-sur-Seine (Yvelines).

### Enjeux du territoire communautaire
Cergy-Pontoise tend à devenir un des principaux pôle de la région Île-de-France. Dans cette perspective, la communauté d'agglomération de Cergy-Pontoise a signé un accord-cadre le 24 juin 2013 portant projet de contrat développement territorial traitant de plusieurs projets :
- en matière de transports, avec l'amélioration du RER A, le développement du RER E et du T13 ;
- en matière de développement économique, avec le développement de la filière logistique ;
- en matière de cadre de vie, avec, notamment, la construction de plus de 3 000 logements neufs par an sur le territoire, la construction d’un équipement de 3 000 places, l’Aren’Ice, pour les sports de glace, etc.

### Transports
Réseau routier

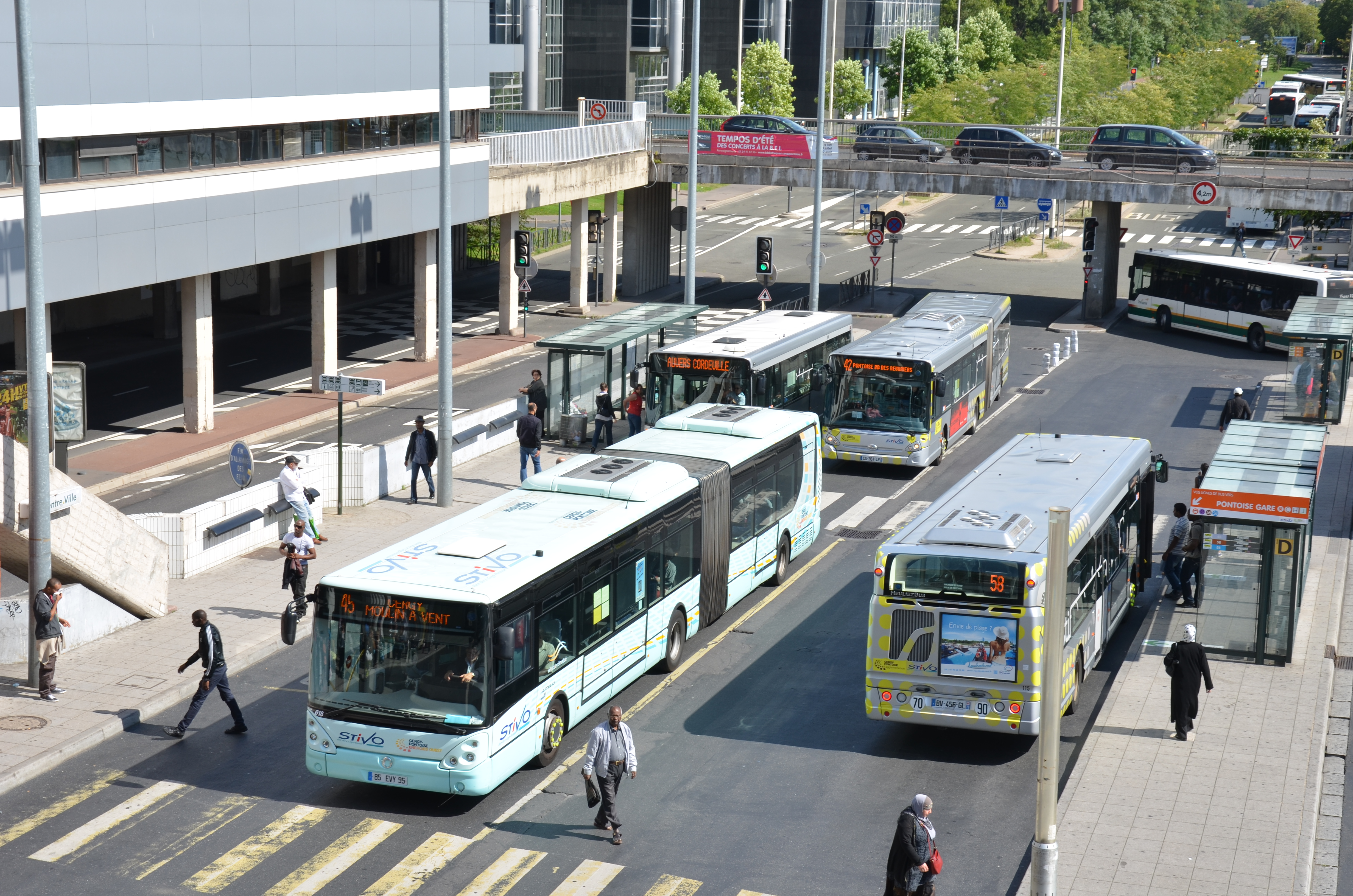
La gare routière de Cergy-Préfecture.

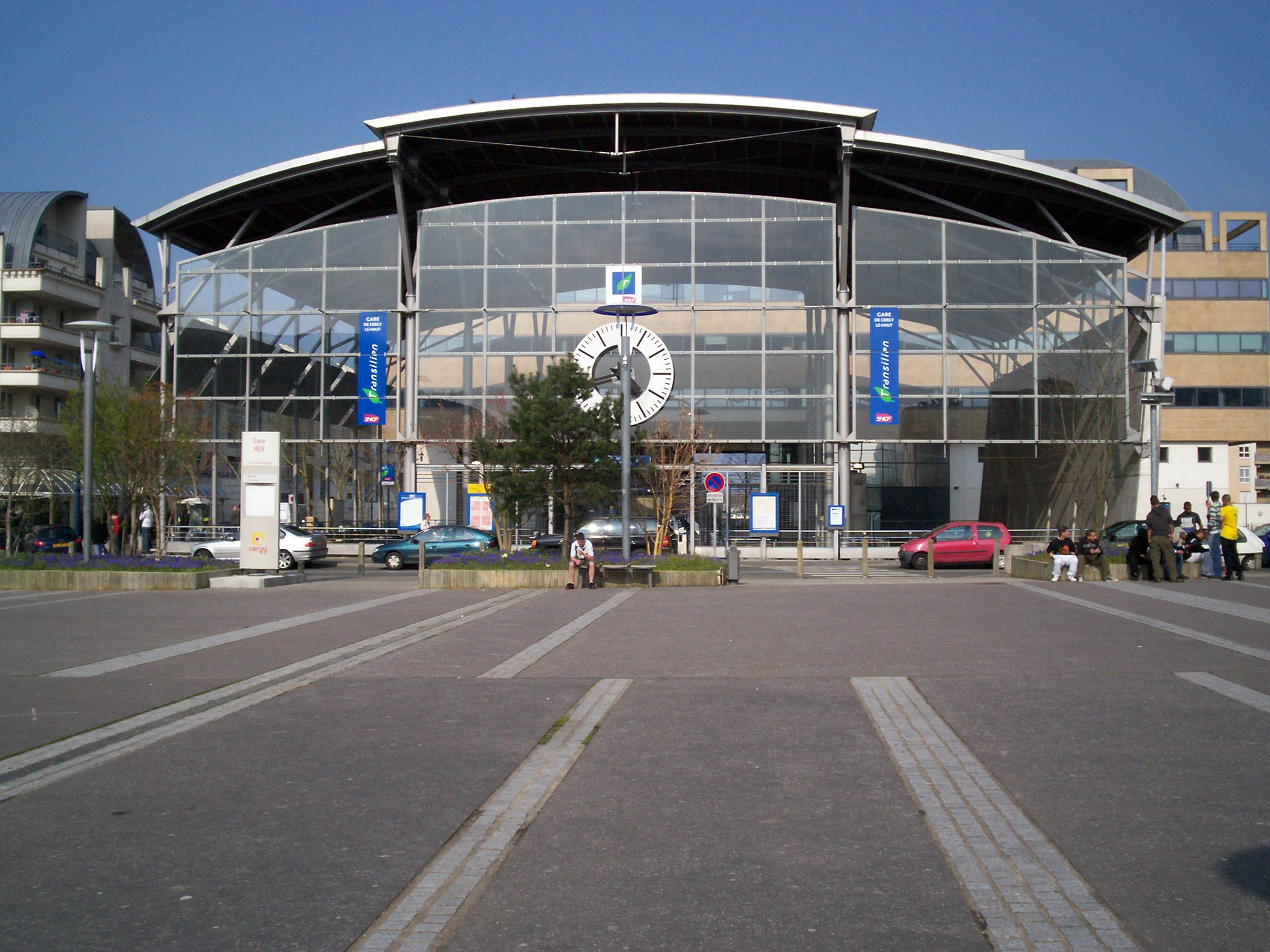
Bâtiment voyageurs de la gare de Cergy-le-Haut.

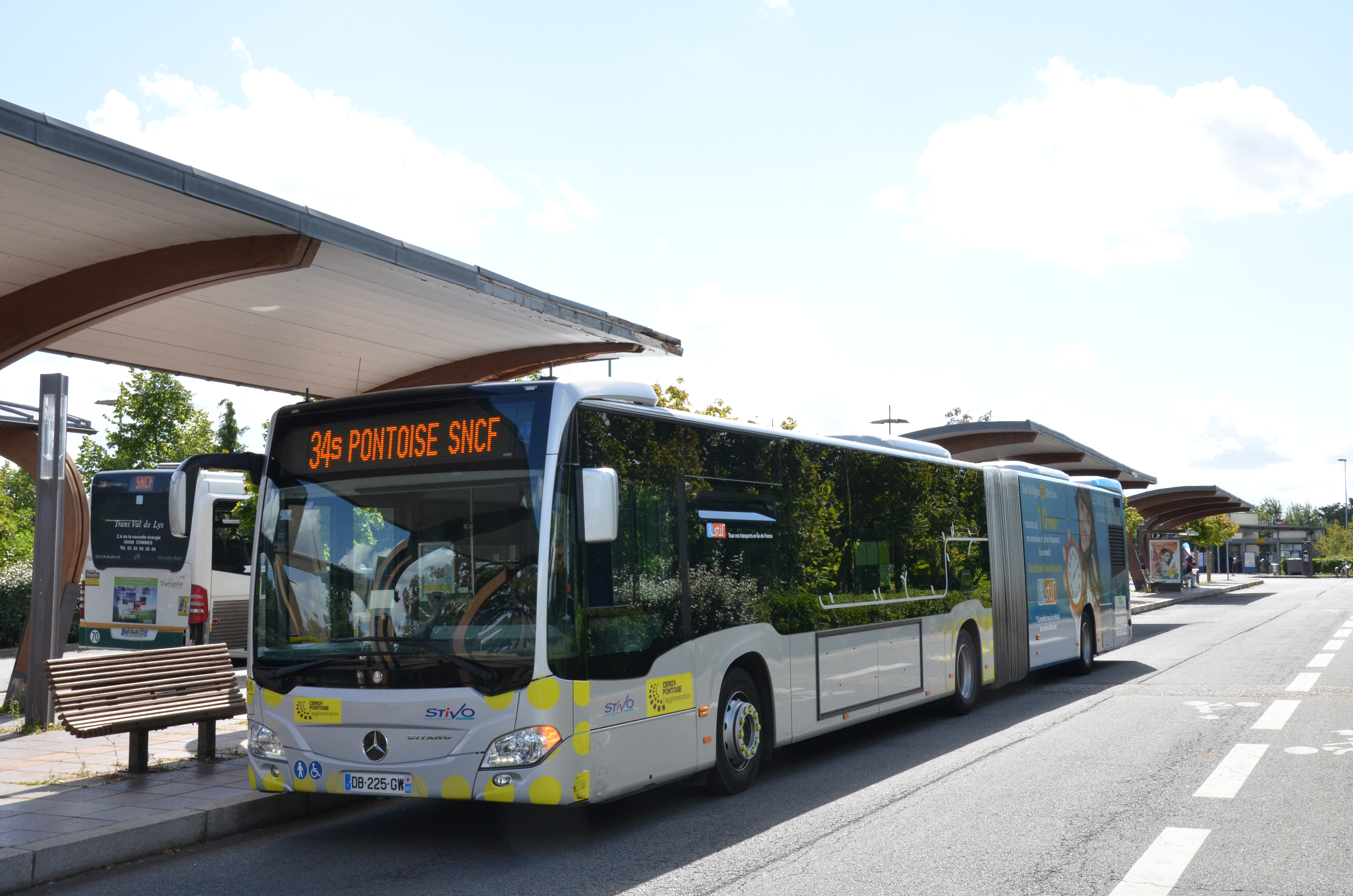
Un bus articulé du réseau de bus Cergy-Pontoise Confluence à Neuville-Université.

Cergy-Pontoise est desservie par l'autoroute A 15 la reliant à Paris. La Francilienne permet de rejoindre rapidement l'aéroport Roissy-Charles-de-Gaulle et l'A 16 vers Amiens, Calais et Londres.
Réseau ferré
Cergy-Pontoise est relié au reste de l'agglomération par deux lignes de RER (  et  ) et par les Réseaux Saint-Lazare (lignes   ) et Paris-Nord  .
Le   et la ligne   du Réseau Saint-Lazare desservent la communauté d'agglomération avec les gares de :
- Neuville-Université
- Cergy-Préfecture
- Cergy-Saint-Christophe
- Cergy-le-Haut

En cas de rupture d'interconnexion à Nanterre-Préfecture, les trains du RER A sont terminus à Sartrouville. La ligne L permet d'assurer la desserte de Cergy-Pontoise depuis et vers Paris-Saint-Lazare.
La ligne   du réseau Saint-Lazare traverse Cergy-Pontoise en desservant les gares de :
- Pontoise
- Saint-Ouen-l'Aumône-Quartier de l'Église
- Éragny-Neuville
- Osny

Le   et la ligne   desservent sur le même tronçon, les gares de :
- Pontoise
- Saint-Ouen-l'Aumône-Liesse
- Saint-Ouen-l'Aumône

D'autre part, la ligne   dessert en direction de Creil, les gares de :
- Épluches
- Pont-Petit

Réseau de bus
L'agglomération est irriguée par 22 lignes de bus du réseau de bus Cergy-Pontoise Confluence.
- De nombreuses lignes interurbaines desservent l'agglomération : notamment vers Argenteuil, Magny-en-Vexin, Seraincourt, Banthelu, Auvers-sur-Oise, Herblay et Cormeilles-en-Parisis, les Mureaux, Saint-Germain-en-Laye, Mantes-la-Ville, Verneuil-sur-Seine, Saint-Quentin-en-Yvelines, également vers Gisors.
- La ligne 95.18 du réseau de bus Val Parisis permet de rejoindre l'aéroport Roissy-Charles-de-Gaulle en une heure.
- L'agglomération est également desservie par les lignes Noctilien N150 et N152 du Noctilien au départ de la gare Saint-Lazare.

Pistes cyclables et VélO2
Depuis le 21 mars 2009, l'agglomération est doté d'un système de vélos en libre-service, le VélO2, qui propose 360 vélos répartis sur 43 stations. VélO2 est une déclinaison du système Cyclocity de JCDecaux, qui en assure la gestion. Ce service est disponible 7 jours/7, de 5h à 2h.
L'agglomération dispose d'un réseau cyclables complexe, composé de bandes cyclable, de piste séparées nettement des voies de circulation générale et aussi d'un très important réseaux piétons utilisable par les cyclistes.Mais bien souvent très peu connue et aussi très peu indiqué.
Depuis le 18 mai 2020 l'agglomération aménage 24 Kilomètres de piste cyclable sur les itinéraires important tels que le Boulevard de l'Oise, la RD 14, le Boulevard du Port et l'Avenue François Mitterrand.
Aéroports et voie fluviale
Cergy-Pontoise dispose d'un aéroport d'aviation commerciale et d'affaires accueillant des lignes internationales (aéroport de Pontoise - Cormeilles-en-Vexin) ainsi que d'un port multimodal à Saint-Ouen-l'Aumône.

### Éducation
Cergy-Pontoise relève de l'académie de Versailles.
Enseignement secondaire
L'agglomération compte onze lycées publics. Deux lycées préparent aux concours d'entrée aux grandes écoles : les lycées Pissarro (Classes préparatoires scientifiques) et Kastler (classes préparatoires commerciales). Un des lycées, le lycée Jean-Perrin, est spécialisé dans l'enseignement scientifique et technique, et propose une classe préparatoire pour les grandes écoles d'ingénieurs.
Enseignement supérieur

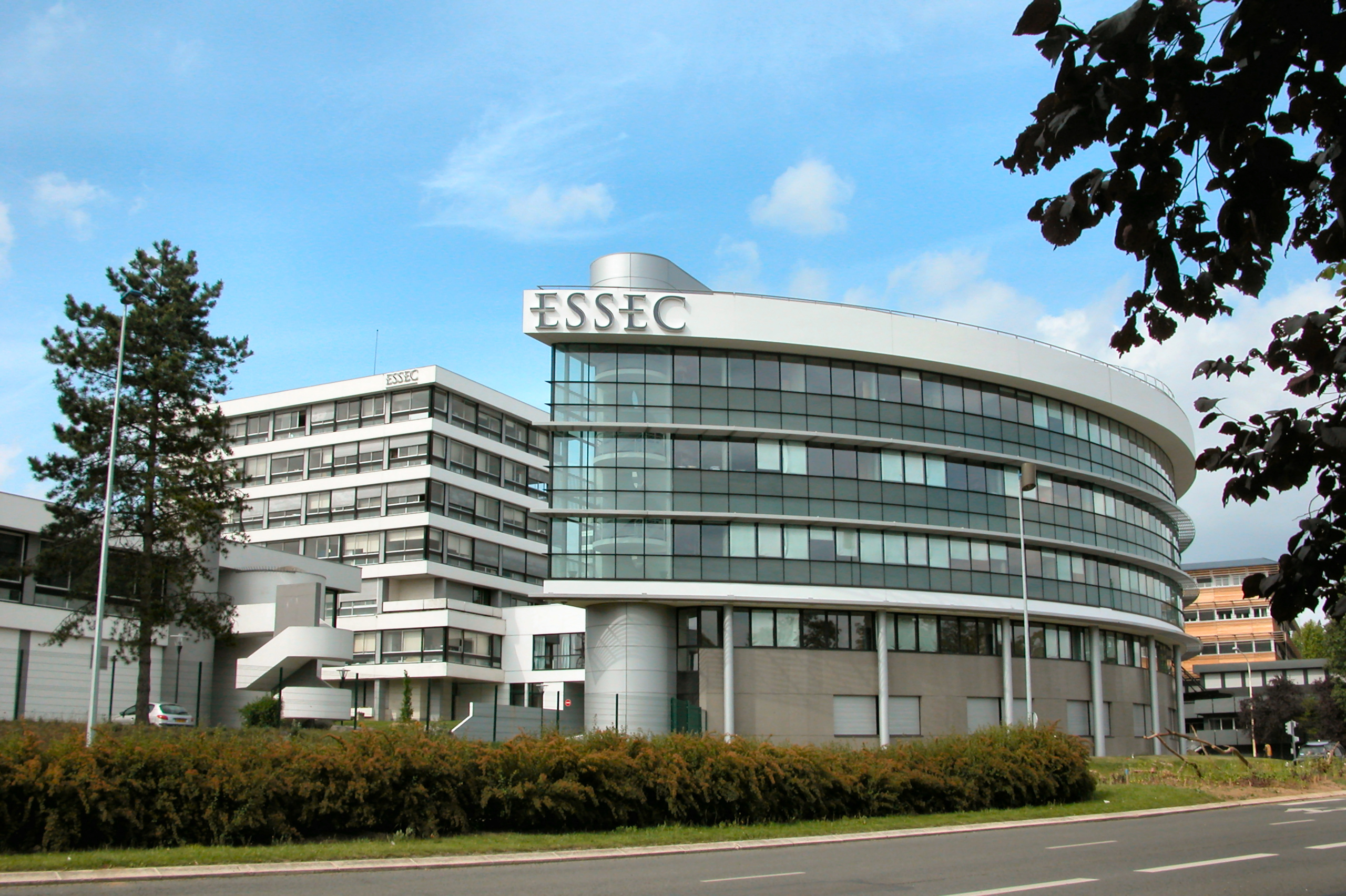
Le campus de l'ESSEC.

Avec 30 établissements d'enseignement supérieur et 20 400 étudiants (en 2000), Cergy-Pontoise est le deuxième pôle d'enseignement supérieur d'Île-de-France. Il comprend :
- l'université de Cergy-Pontoise, créée en 1991, à laquelle sont rattachés l'IUT de Cergy-Pontoise, l'IUFM de l'académie de Versailles et Sciences Po Saint-Germain-en-Laye, dont l'enseignement est réparti sur plusieurs sites à Pontoise, Cergy et Neuville-sur-Oise et qui est l'une des entités du Pôle de recherche et d'enseignement supérieur de Cergy-Pontoise Val-d'Oise ;
- de nombreuses grandes écoles :
  - l'ESSEC (École supérieure des sciences économiques et commerciales),
  - l'ENSEA (École nationale supérieure d'électronique et de ses applications),
  - l'ENSAPC (École nationale supérieure d'arts de Paris-Cergy),
  - l'ITIN (École supérieure en informatique, réseaux et systèmes d'information, membre du Groupe ITIN-ESCIA),
  - l'IPSL (Institut polytechnique Saint-Louis) regroupant :
    - l'École de biologie industrielle (EBI),
    - l'École d'électricité, de production et de méthodes industrielles (ECAM-EPMI),
    - l'École pratique de service social (EPSS),
    - l'École supérieure de chimie organique et minérale (ESCOM),
    - l'École supérieure d'agro-développement international (ISTOM),
    - l'Institut libre d'éducation physique supérieur (ILEPS)),

  - l'EISTI (École internationale des sciences du traitement de l'information),
  - l'ESCIA (École supérieure de gestion et de finance, membre du groupe ITIN-ESCIA),
  - le Campus Veolia Environnement,
  - le Conservatoire national de région de musique, de danse et d'art dramatique/Conservatoire à rayonnement régional de Cergy-Pontoise (dirigé par Benoît Girault).

### Économie
Tissu économique
Le tissu économique de Cergy-Pontoise est majoritairement orienté vers le tertiaire et l'industrie.
Quelques chiffres : 90 000 emplois, 1 440 000 m2 de bureaux, 1 320 000 m2 d'ateliers et d'entrepôts, 260 000 m2 de commerces et 52 % des Cergy-Pontains travaillent dans l'agglomération.
Plus de 3 700 entreprises sont implantées dans l'agglomération. On[Qui ?] compte de grandes entreprises françaises : Sagem, Renault, Thales, Thomson, Clarins, Peugeot, Spie, CIC, Valeo, Louis Vuitton, Sisley, Caisse d'épargne, Groupama, BiC, Brandt, Saint-Gobain mais aussi de nombreux sièges d'importantes sociétés étrangères : United Technologies Corporation, ABB, 3M, Goodrich, Huawei Technologies, Johnson Controls, BP-France, ACNielsen, Yamaha France, Nintendo, Bandai, Hyundai, Mitsubishi Motors, Nike, Imation, SC Johnson...
Plusieurs entreprises de logistique sont également présentes : GEFCO, Calberson, Géodis, DHL, UPS, Chronopost International, Mory Team, Wincanton...
Cergy-Pontoise accueille aussi des PME couvrant des domaines allant de la chimie à l'électromécanique en passant par l'informatique et les télécommunications, tel La Cornue à Saint-Ouen-l'Aumône, fabricant de fourneaux et cuisinières d'exception, les Papiers Jean Rouget ou encore Société Online (édition de sites internet).
Pôles de compétitivité
Cergy-Pontoise s'inscrit dans quatre pôles de compétitivité franciliens de dimension mondiale : Systematic Paris-Region, Mov'eo, Cap Digital et Medicen.
Commerces
- Le centre-ville de Pontoise dispose d'un tissu commercial : commerces de bouche, équipement de la personne, banques, restaurants. Un marché se tient cinq jours par semaine en différents endroits de la ville, le plus important se déroulant le samedi matin depuis le Moyen Âge.
- Le centre commercial régional Les 3 Fontaines : il est prolongé par les commerces de la dalle de la préfecture.
- Centres commerciaux périphériques : Art de Vivre (Castorama, supermarché Super U, librairie "Le Grand Cercle", Toys "R" Us, Nature et Découvertes...), galerie de l'hypermarché Leclerc, centre commercial l'Oseraie (hypermarché Auchan, Leroy Merlin, But, Boulanger, Jardiland, Chantemur).

### Justice
On trouve à Cergy-Pontoise plusieurs juridictions : un tribunal de grande instance, un tribunal d'instance, un tribunal de commerce, un tribunal administratif et un conseil de prud'hommes. Un nouveau palais de justice a ouvert ses portes à Pontoise le 11 octobre 2006.
La maison d'arrêt située à Osny a été mise en service en 1990 ; elle remplace l'ancienne prison de Pontoise, considérée comme la plus vétuste de France avant sa fermeture définitive.
Le barreau de Pontoise, l'un des plus importants de France, fut constitué en 1887. Son bâtonnier à compter de janvier 2011 est Maître Didier Lecomte.

## Organisation

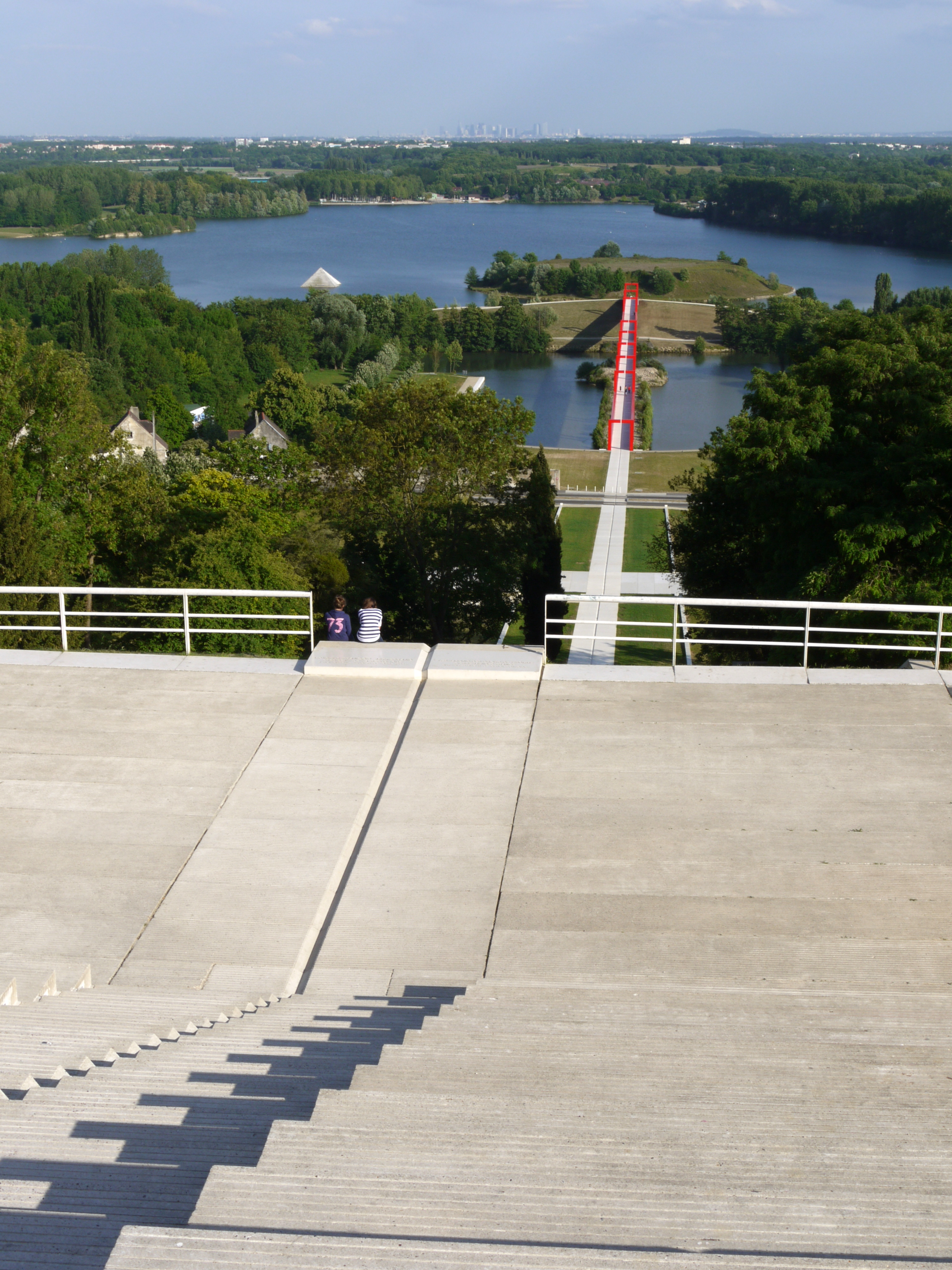
L'axe majeur se prolonge jusqu'à la base de loisirs des étangs de Cergy.

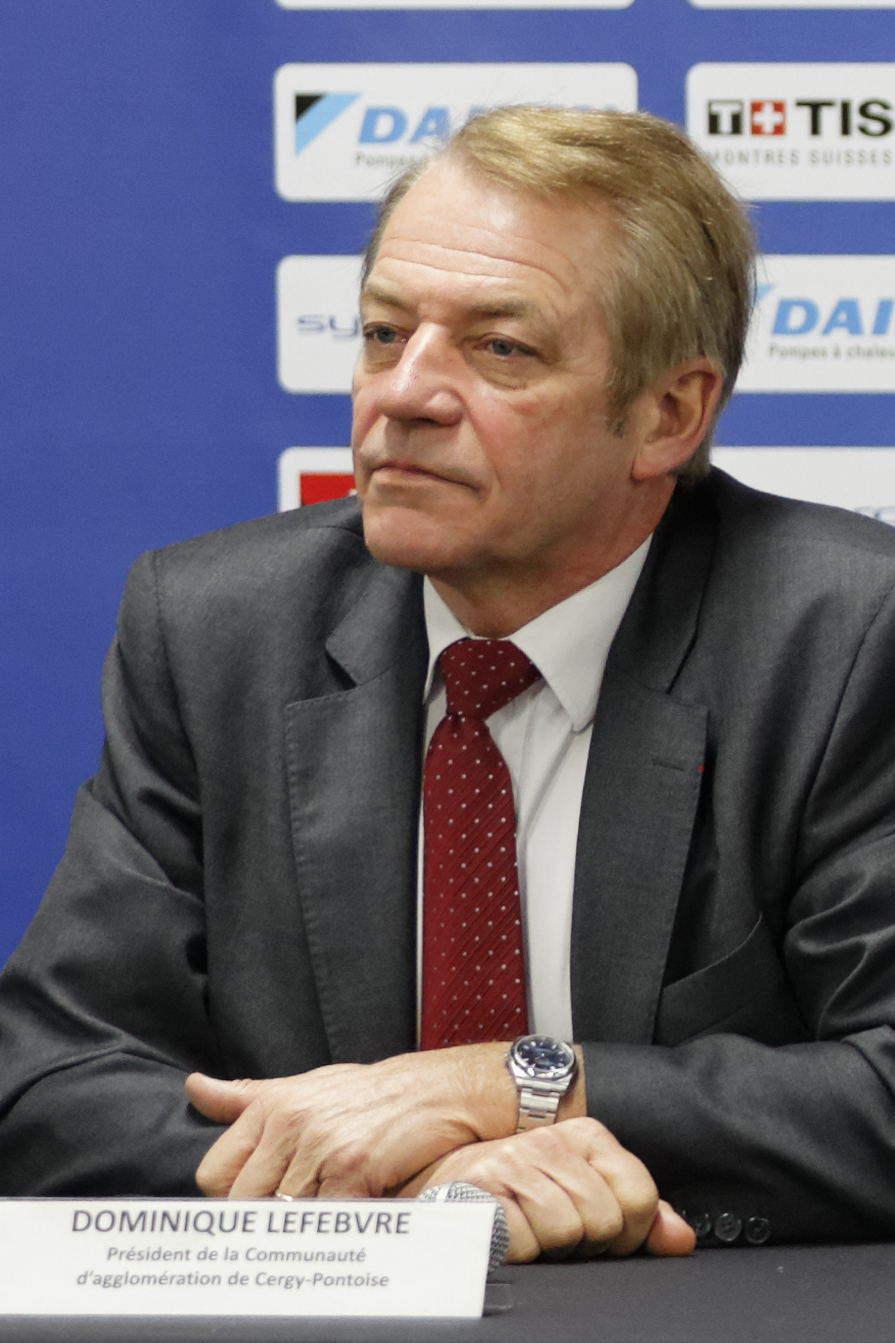
Dominique Lefebvre, ancien président de la communauté d'agglomération de Cergy-Pontoise.

### Siège
Le siège de la communauté d'agglomération de Cergy-Pontoise est installée à Cergy, dans l'Hôtel d'agglomération, sur le parvis de la Préfecture.

### Élus
La communauté d'agglomération est administrée par son conseil communautaire, composé pour la mandature 2020-2026  de  69 conseillers municipaux représentant chacune des  communes membres et répartis en fonction de la population de chaque commune dans le cadre d'un accord local de la manière suivante :
| Nombre de conseillers | Communes                                       |
| --------------------- | ---------------------------------------------- |
| 22                    | Cergy                                          |
| 10                    | Pontoise                                       |
| 8                     | Saint-Ouen-l'Aumône                            |
| 5                     | Éragny, Osny, Vauréal, Jouy-le-Moutier         |
| 2                     | Courdimanche, Menucourt, Maurecourt            |
| 1 (+1 suppléant)      | Neuville-sur-Oise, Boisemont, Puiseux-Pontoise |

### Présidence
Le conseil communautaire renouvelé à la suite des élections municipales de 2020 a élu le 10 juillet 2020 son nouveau président, Jean-Paul Jeandon, maire de Cergy, ainsi que ses 15 vice-présidents, qui sont : 
1. Sylvie Couchot, maire DVG de Vauréal, chargée de la culture et de l'éducation artistique ;
2. Laurent Linquette, maire (PS) de Saint-Ouen-l’Aumône, chargé du budget, de la programmation des investissements et du contrôle de gestion ;
3. Stéphanie Von Euw (LR), maire de Pontoise, chargée de la stratégie financière et des financements extérieurs ;
4. Thibault Humbert, maire (LR) d’Éragny-sur-Oise, chargé de l'enseignement supérieur, de la recherche et du campus international ;
5. Elvira Jaouen, maire (dVG, ex PS) de Courdimanche, chargée de la participation citoyenne et proximité citoyenne ;
6. Jean-Michel Levesque, maire (LR) d’Osny, chargé de la gestion urbains territoriale ;
7. Hervé Florczak, maire (DVG) de Jouy-le-Moutier, chargé de l'aménagement durable ;
8. Marc Denis, conseiller municipal de Cergy, chargé de la transition écologique et énergétique ;
9. Éric Proffit Brulfert, maire (SE) de Menucourt, chargé du patrimoine communautaire ;
10. Gilles Le Cam, maire (dvd) de Neuville-sur-Oise, chargé du développement économique et de l'économie sociale et solidaire ;
11. Joël Tissier, maire (DVG) de Maurecourt, chargé de l'agriculture, de l'espace naturel et de la biodiversité ;
12. Éric Nicollet, Conseiller municipal à Cergy, chargé de la mobilité ;
13. Michel Philippe, maire-adjoint (PS) de Cergy, chargé de l'habitat ;
14. Laurent Lambert, élu de Pontoise, chargé du projet d’administration territoriale et  de la mutualisation ;
15. Regis Litzellmann, maire-adjoint de Cergy, chargé de la prévention, collecte et valorisation des déchets et économie solidaire.

Le président et les vice-présidents réunis forment le bureau de l'intercommunalité pour la mandature 2020-2026.
| Période                                  | Période                       | Identité            | Étiquette   | Qualité |
| ---------------------------------------- | ----------------------------- | ------------------- | ----------- | --- |
| Les données manquantes sont à compléter. |                               |                     |             | |
| 1971                                     | 1976                          | Adolphe Chauvin     | UDF         | Maire de Pontoise (1953 → 1977) |
| 1976                                     | 1989                          | Christian Gourmelen | UDF         | Maire d'Osny (1971 → 2011) |
| 1989                                     | 1997                          | Alain Richard       | PS          | Maire de Saint-Ouen-l'Aumône (1977 → )                                                                                                  |
| 1997                                     | juillet 2020                  | Dominique Lefebvre  | PS puis DVG | Conseiller maître à la Cour des Comptes Député du Val-d'Oise (10e circ.) (2012 → 2017) Maire de Cergy (1996 → 2013)                     |
| juillet 2020                             | En cours (au 10 juillet 2020) | Jean-Paul Jeandon   | PS          | Ancien chercheur puis expert à la Commission Européenne à Bruxelles Cadre dirigeant dans une grande entreprise Maire de Cergy (2013 → ) |

### Compétences
La communauté d'agglomération exerce les compétences suivantes, qui lui ont été transférées par les communes membres, dans les conditions définies par le code général des collectivités territoriales. Il s'agit[réf. nécessaire] : :
- Développement économique
  - Création, aménagement, entretien et gestion de zones d’activité industrielle, commerciale, tertiaire, artisanale, touristique, portuaire ou aéroportuaire qui sont d’intérêt communautaire ;
  - Actions de développement économique d’intérêt communautaire
- Aménagement de l’espace communautaire
  - Schéma de cohérence territoriale et schéma de secteur ;
  - Création et réalisation de zones d’aménagement concerté d’intérêt communautaire ;
  - Organisation des transports urbains
- Équilibre social de l’habitat
  - Programme local de l’habitat ;
  - Politique du logement d’intérêt communautaire ;
  - Actions et aides financières en faveur du logement social d’intérêt communautaire ;
  - Réserves foncières pour la mise en œuvre de la politique communautaire d’équilibre social de l’habitat ;
  - Actions par des opérations d’intérêt communautaire, en faveur du logement des personnes défavorisées ;
  - Amélioration du parc immobilier bâti d’intérêt communautaire
- Politique de la ville
  - Dispositifs contractuels de développement urbain, de développement local et d’insertion économique et sociale d’intérêt communautaire ;
  - Dispositifs locaux d’intérêts communautaire, de prévention de la délinquance
- Voirie et stationnement
  - Création, aménagement et entretien de la voirie d’intérêt communautaire, création ou aménagement et gestion et gestion des parkings d’intérêt communautaire.
- Eau
  - Rationalisation de la politique de l’eau et aboutissement à un prix unique sur l’ensemble du territoire
- Protection et mise en valeur de l’environnement et du cadre de vie
  - Lutte contre la pollution de l’air, lutte contre les nuisances sonores ;
  - Élimination et valorisation des déchets des ménages et déchets assimilés, comprenant le traitement, la mise en décharge des déchets ultimes ainsi que les opérations de transports et de tri s’y rapportant y compris les déchèteries.
- Politique de soutien au sport, à la culture, à l’éducation et aux échanges internationaux ;
- Programmation, construction et aménagement d’aires d’accueil pour les gens du voyage ;
- Construction, aménagement, entretien et gestion d’équipements culturels et sportifs reconnus d’intérêt communautaire ;
- Politique de soutien aux communes pour la réhabilitation des équipements communaux dans le cadre d’un programme pluriannuel;
- Éclairage public : Investissement pour la réalisation des équipements, quelle que soit leur localisation, nécessités par l’urbanisation nouvelle engagée sous forme de ZAC ou de lotissement de plus de 30 logements ;
- Les espaces verts majeurs
  - La communauté d’agglomération exerce les compétences en matière de création, d’aménagement et d’entretien à l’exception de la propreté des espaces verts majeurs d’intérêt communautaire ;
  - La communauté d’agglomération exerce également les compétences d’investissement relatives aux berges de l’Oise, aux bords de la Viosne, du Rû de Liesse et du Rû de l’Hermitage.
- Chauffage urbain : programmation, d’investissement et de gestion des installations de production et de distribution de chauffage urbain.
- Assainissement collectif des eaux usées
  - En matière de programmation et d’investissement : des ouvrages de transport en phase finale des eaux usées, ouvrages d’assainissement liés aux opérations d’urbanisme prévues au Schéma directeur de la Ville nouvelle de Cergy-Pontoise (SDVN) et réalisés sur le territoire des communes membres, ouvrages de traitement des eaux usées issues de la zone d’assainissement collectif ;
  - En matière de gestion : des ouvrages de transport en phase finale des eaux usées, du traitement des eaux usées issues de la zone d’assainissement collectif.
- Eaux pluviales : programmation, d’investissement et de gestion des réseaux de collecte et ouvrages hydrauliques eaux pluviales.
- Équipements liés au réseau de transport public de l’agglomération : programmation, d’investissement et de gestion des équipements liés au réseau de transport public de l’agglomération, tels que les gares routières, les embranchements ferrés, les Abribus, poteaux d’arrêts de bus et plates-formes, sites propres, boutiques transport et boutique vélos.
- Le cimetière intercommunal de Puiseux-Pontoise.
- Développement des établissements d’enseignement supérieur (politique de construction) conformément à la loi du 4 juillet 1990, le soutien à l’enseignement et à la recherche, ainsi qu’à la vie étudiante ainsi que pour représenter les collectivités territoriales aux conseils d’administration de ces établissements

### Régime fiscal et budget
La Communauté d'agglomération  est un établissement public de coopération intercommunale à fiscalité propre.
Comme toutes les communautés d'agglomération, et afin de financer l'exercice de ses compétences, l'intercommunalité perçoit la fiscalité professionnelle unique (FPU) – qui a succédé à la taxe professionnelle unique (TPU) – et assure une péréquation de ressources entre les communes résidentielles et celles dotées de zones d'activité.
Cergy-Pontoise, comme les autres intercommunalités succédant aux anciennes villes nouvelles, bénéficie d'une dotation spécifique de l'État afin de compenser leur endettement hors norme résultant aux investissements massifs qu'elles ont réalisés lors de leur phase d'aménagement.

### Jumelages
- -  West Lancashire (Royaume-Uni)
- Grâce à Pontoise :
  -  Böblingen (Allemagne)
  -  Sittard-Geleen (Pays-Bas)
  -  Sevenoaks (Royaume-Uni)
- Grâce à Cergy :
  -  Columbia (États-Unis)
  -  Erkrath (Allemagne)
  -  Porto-Novo (Bénin)
- Grâce à Osny :
  -  Cinisi (Italie)
- Grâce à Saint-Ouen-l'Aumône :
  -  Fano (Italie)
- Grâce à Vauréal :
  -  Herceg Novi (Monténégro)
- Grâce à Éragny :
  -  Komló (Hongrie)
  -  Munster (Allemagne)
  -  Nioko (Burkina Faso)

## Réalisations et projets
Conformément aux dispositions légales, une communauté d'agglomération a pour objet d'associer « au sein d'un espace de solidarité, en vue d'élaborer et conduire ensemble un projet commun de développement urbain et d'aménagement de leur territoire ».

### Réalisations

#### Voiries
Circulations douces
- Circulations douces : près de 76 km d’itinéraires cyclables :
  - 7,3 km de pistes cyclables (voie réservée aux vélos hors chaussée) ;
  - 21 km de bandes cyclables (marquage sur chaussée) ;
  - 38,6 km de voie vélo/piéton de type « voie verte » (voie réservée aux usagers non motorisés) ;
  - 9,8 km de route calme jalonnée (route à faible trafic).

Fin 2007, un schéma directeur cyclable qui prévoit de réaliser 160 kilomètres d’itinéraires cyclables sur 10 ans a été adopté. Il existe actuellement 80 sites équipés d’arceaux, la communauté d’agglomération prévoit d’en installer 120 autres d’ici la fin 2008.

#### Culture
Cergy-Pontoise accueille :
- cinq théâtres dont L'Apostrophe, scène nationale, qui dispose de deux lieux de spectacles (Théâtre des Arts à Cergy-Préfecture et le Théâtre des Louvrais à Pontoise), le théâtre 95 (centre d’écritures contemporaines) à Cergy, le théâtre Saint-Vincent datant de 1811 à Jouy-le-Moutier et le Théâtre de l'Usine à Éragny-sur-Oise ;
- un conservatoire (Conservatoire à rayonnement régional de Cergy-Pontoise) ;
- de nombreuses salles de concert dont l'Observatoire à Cergy, le Forum à Vauréal.

Elle dispose aussi d'un patrimoine remarquable (cathédrale Saint-Maclou, abbaye, églises, remparts, site préhistorique...) et le cœur historique de l'agglomération, Pontoise, est classé "Ville d'Art et d'Histoire".
L'agglomération accueille en outre plus de 300 spectacles par an et de nombreux festivals (Furia Sound Festival, Festival Baroque, 100 Contest, Jazz au fil de l'Oise...).
Les 15 bibliothèques et médiathèques sont organisées en réseau, et proposent plus de 500 000 documents.
On trouve également un multiplexe UGC-Cinécité de seize salles, ainsi que les cinémas Art et essai Utopia (Utopia Royal à Pontoise (une salle), Utopia Stella à Saint-Ouen-l'Aumône (cinq salles)) et le cinéma l'Antarès à Vauréal (3 salles) qui fait également théâtre.
Cergy-Pontoise devait accueillir en 2013 le centre national de conservation, de restauration et de recherches patrimoniales (CNCRRP), principalement destiné à abriter les collections de plusieurs musées parisiens (250 000 œuvres d’art du musée du Louvre mais aussi des musées d'Orsay, du Quai Branly, etc.). Ce centre devait s'accompagner d'ateliers de restauration, de laboratoires de recherche ainsi qu’une cité des métiers et des arts décoratifs. L'opération comprenait aussi un centre de médiation et valorisation du patrimoine destiné au grand public. Le projet n'aboutit finalement pas et les réserves du Louvre s'installeront finalement à Lens, à côté de l'antenne du musée parisien.

#### Sports et loisirs
En 1989, l'agglomération accueille la première marina d'Île-de-France : Port-Cergy.
Cergy-Pontoise accueille depuis[2016 le centre fédéral français du hockey sur glace. Le projet nommé Aren'ice, comprend notamment une patinoire, convertible en salle de spectacle, de 3 500 places.
Équipements sportifs
L'agglomération dispose de 8 piscines, d'une patinoire olympique, de 3 golfs, d'un stade équestre ainsi que de 29 stades et de 40 salles omnisports.
Parmi les équipes et clubs, on peut citer :
- Cergy-Pontoise Athlétisme (Division Élite),
- Cergy-Pontoise Handball (Division 2 féminine),
- l'AS Pontoise-Cergy TT (tennis de table) (pro-A),
- le Hockey Club de Cergy-Pontoise,
- l'Entente Cergy Osny Pontoise BB (basket-ball),
- le Rugby club de l'agglomération de Cergy-Pontoise (RCACP) est un club de rugby à XV, évoluant au niveau fédéral.
- les Squales de Vauréal (baseball),
- l'AS Saint-Ouen-l'Aumône HB (Handball) (Nationale 1 masculine)
- les Cougars de Saint-Ouen-l'Aumône (championnat de France de football américain élite).

Île de loisirs de Cergy-Pontoise
L'île de loisirs de Cergy-Pontoise est une base de plein air et de loisirs qui offre une superficie de 250 hectares dont 150 hectares de plans d’eau affectés aux sports, un stade d'eau vive, une plage de sable fin de 5 000 m² affectée à la baignade, et un téléski nautique.
La base de loisirs est aussi dotée d'un centre de séjour pour groupes, d'une salle omnisports, et organise des stages de tennis, de voile et de ski nautique pour groupes ou individuels. Elle est abrite en outre un réserve ornithologique.
L'agglomération de Cergy-Pontoise possède aussi un club de football le Cergy-Pontoise FC qui évolue actuellement en Régional 1 (6ème Division).

#### Santé
- Pontoise accueille le plus important centre hospitalier du Val-d'Oise, l'hôpital René-Dubos. Il est l'héritier de l'ancien Hôtel-Dieu de Pontoise situé sur les bords de l'Oise, détruit par un bombardement en 1940. En 2002, l'hôpital a enregistré 35 000 hospitalisations, 257 000 consultations, 87 000 passages aux urgences, 133 000 appels au SAMU et 3 328 naissances. Le centre hospitalier est doté d'un budget annuel global dépassant 150 millions d'euros et emploie 2 700 salariés. Il a été plusieurs fois classé parmi les cinquante meilleurs hôpitaux de France[26],[27]. Une nouvelle maternité a ouvert ses portes en 2006 (classée en niveau 3 de soins)[28].
- la clinique Sainte-Marie, fondée en 1930 à Pontoise, a emménagé dans ses nouveaux locaux à Osny en 2005. Elle est spécialisée en chirurgie et cancérologie[29].
- La clinique du Parc à Saint-Ouen-l'Aumône.
- le Centre de rééducation et de réadaptation fonctionnelles "La Châtaigneraie" à Menucourt.

#### Biodiversité
Soucieuse de sensibiliser le public et les acteurs du territoire aux enjeux de biodiversité, la Communauté d'agglomération de Cergy-Pontoise a créé le blog Nature en ville à Cergy-Pontoise. Depuis avril 2013, ses publications régulières délivrent de l'information sur la faune et la flore du territoire et se font l'écho d'initiatives locales favorables à la biodiversité.

### Projets
- L'ancienne caserne Bossut va faire l'objet d'un réaménagement pour accueillir logements, bureaux, commerces et un groupe scolaire ainsi qu'un équipement d'importance intercommunale, non encore défini, en remplacement du centre de congrès et d’exposition, qui sera finalement implanté près du centre national de conservation, de restauration et de recherches patrimoniales à Neuville-sur-Oise. La démolition des anciens bâtiments militaires devrait avoir lieu durant le premier semestre 2011 ; le groupe scolaire devrait être livré pour la rentrée 2012 et la première tranche de logements en 2014.

- Le SDRIF prévoit la création d'une ligne de transport en commun en site propre, reliant les gares de Cergy-Préfecture et de Pontoise. Il prévoit également le prolongement à l'ouest de Paris du RER E, vers Mantes-la-Jolie, par le débranchement de la branche de Poissy du RER A. Ce projet permettrait d'augmenter d'autant la fréquence sur la branche de Cergy - Le Haut.
- En septembre 2009, le SDRIF a entrepris de compléter le raccordement de deux axes routiers majeurs de l'agglomération, l'autoroute A15 et la RN 184, par la réalisation de la dénivellation complète de l’échangeur.

## Culture locale et patrimoine

### Monuments et lieux de visite

#### Monuments antérieurs à la ville nouvelle

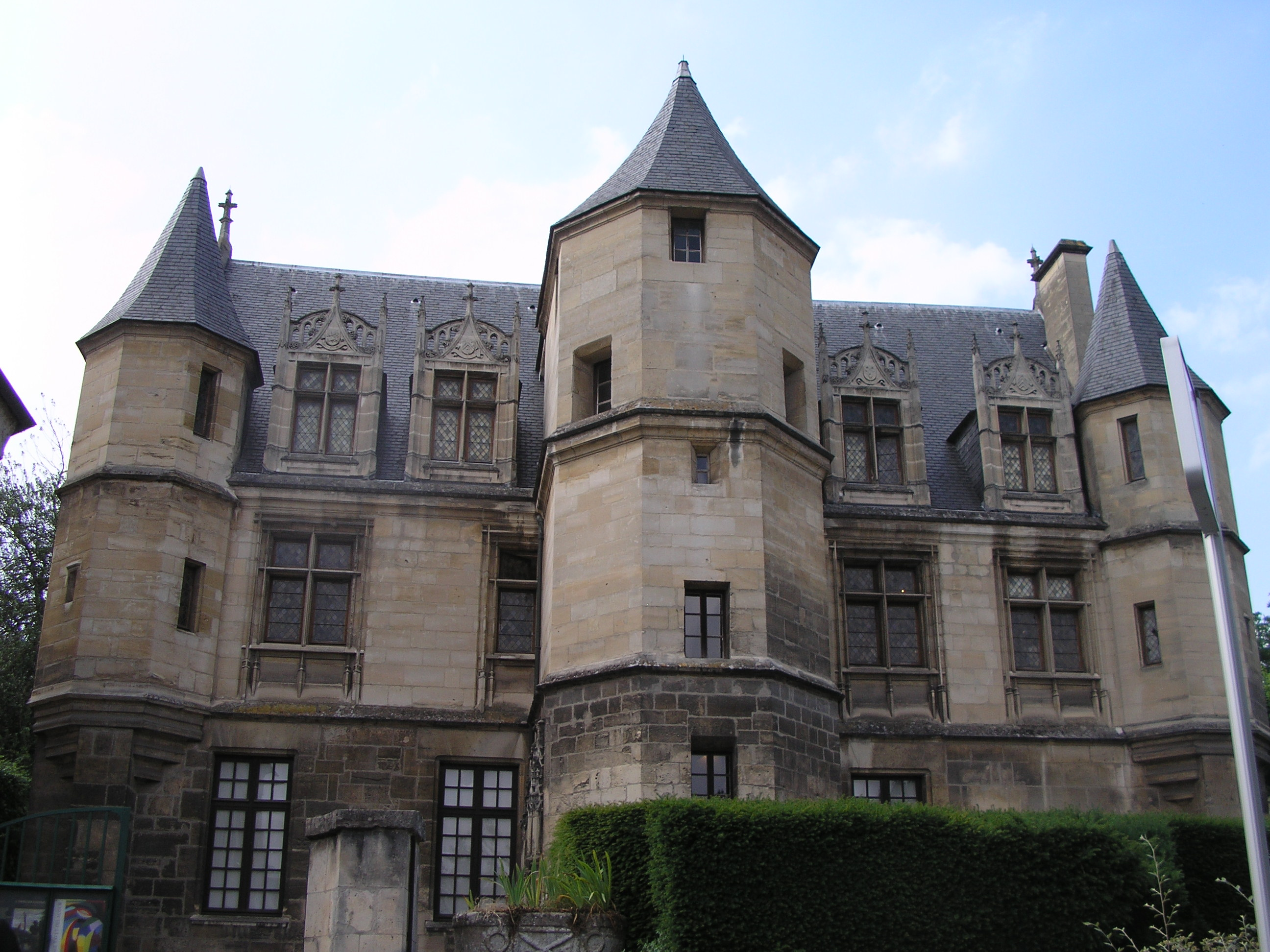
Musée Tavet-Delacour (Pontoise).

- Pontoise, le cœur historique de l'agglomération, offre de nombreux lieux de visite : cathédrale Saint-Maclou, église Notre-Dame, musée Pissarro, musée Tavet-Delacour, Carmel, souterrains, fortifications, ainsi que de nombreuses rues pittoresques.
- Port-Cergy est, avec 103 anneaux, la plus importante marina d'Île-de-France[source secondaire nécessaire]. Conçu en 1989 par Bernard et François Spoerry, le quartier, de style post-moderne reproduit une architecture de village idéalisé et établit une continuité entre la ville-nouvelle et le village. Ce quartier accueille de plus de nombreux bars et restaurants.
- Le village de Cergy présente un patrimoine intéressant : l'église Saint-Christophe, classée monument historique en 1913, le Prieuré, dépendance monastique de l'église comprenant maison conventuelle, grange et enceinte de protection pourvue de tours et d'un porche fortifié, inscrit aux Monuments historiques en 1926, la maison de Gérard Philipe, maison bourgeoise du XIXe siècle dans un parc arboré au bord de l'Oise.
- À Saint-Ouen-l'Aumône, est implantée l'abbaye de Maubuisson, abbaye royale fondée par Blanche de Castille en 1236.
- Cergy-Pontoise possède de nombreuses églises dans les anciens villages : église Notre-Dame-de-l'Assomption de Vauréal (Monument historique depuis 1926), église Notre-Dame de la Visitation et de Saint-Leu à Jouy-le-Moutier (Monument historique depuis 1902), église Saint-Martin de Courdimanche, construite sur un ancien lieu de sacrifice de l'époque romaine, église de Saint-Ouen à Saint-Ouen-l'Aumône, construite sur le lieu où avait été exposée la dépouille de Dadon, évêque de Rouen, devenu saint Ouen.
- Le territoire de l'agglomération accueille aussi de nombreux châteaux : château de Grouchy (aujourd'hui Hôtel-de-Ville d'Osny), château de Menucourt, château de Vauréal, château de Neuville (aujourd'hui une maison de retraite), château de Marcouville à Pontoise, château de Busagny à Osny, château de Boisemont, château de Maubuisson (pensionnat).
- On trouve[style à revoir] aussi également de nombreux vestiges de l'époque préhistorique : allée couverte à Vauréal ou menhir de Gency par exemple.

À proximité immédiate de l'agglomération, la ville d'Auvers-sur-Oise doit sa renommée aux peintres paysagistes et impressionnistes et notamment Charles-François Daubigny, Paul Cézanne, Jean-Baptiste Corot, Camille Pissarro et Vincent van Gogh.

#### Architecture contemporaine

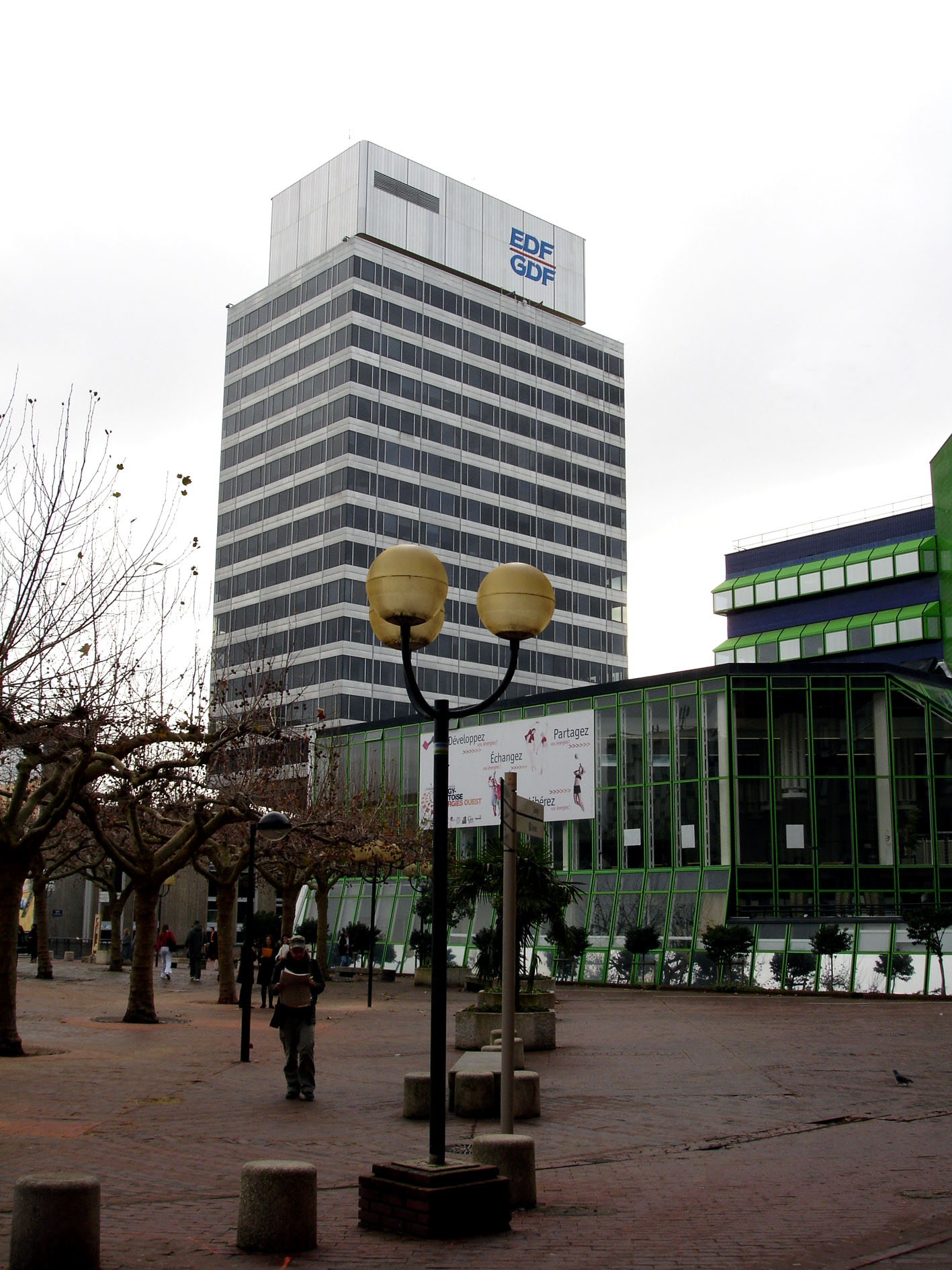
La tour EDF et l'hôtel d'agglomération.

En tant qu'ancienne ville nouvelle, Cergy-Pontoise possède un patrimoine contemporain important.
- Premier bâtiment de la ville nouvelle, l'hôtel de préfecture du Val-d'Oise a été conçu par Henry Bernard, l'architecte de la Maison de Radio France à Paris. Sa forme de pyramide inversée s'inspire du Palais du Gouverneur de Chandigarh dessiné par Le Corbusier et du City Hall de Boston.
- L'Axe majeur, symbole architectural de la ville-nouvelle, est une œuvre monumentale de trois kilomètres de long conçue par l'artiste Dani Karavan.

Inscrit dans le site de la boucle de l'Oise, ce projet urbain comporte douze stations : la Place des Colonnes-Hubert-Renaud, place semi-circulaire délimitée par le bâtiment de Ricardo Bofill. En son centre se trouve la tour Belvédère : Haute de 36 m, elle est l'origine d'un rayon laser vert marquant l'Axe Majeur. Viennent ensuite le Jardin des Impressionnistes, l'Esplanade de Paris, dont le pavage provient du Louvre. Sur cette esplanade, se situent les douze Colonnes. En descendant vers l'Oise, on trouve[style à revoir] ensuite le jardin des Droits-de-l'homme, l'Amphithéâtre, la Scène, la Passerelle, l'Ile Astronomique, la Pyramide et la Carrefour de Ham.
- La tour 3M est depuis 1976 le siège social du groupe en France. Construite par l'architecte Paul Depondt, il y a utilisé les technologies employées à la même époque dans la construction des gratte-ciels américains (verre, métal, structure en acier préoxydé de couleur rouille).
- La tour EDF construite en 1974 par Renzo Moro. Avec 86 m de hauteur, c'est le plus haut immeuble du Val-d'Oise[source secondaire souhaitée]. C'est une construction à structure irriguée : son ossature est constituée de tubes remplis d'eau qui le protège en cas d'incendie. C'est d'ailleurs un des premiers bâtiments en France à utiliser cette technique[source secondaire souhaitée].
- Bâtiment en forme de sous-marin, le lycée Jules-Verne a été conçu par Architecture Studio en 1993.
- Le collège des explorateurs, construit en 1997, par les architectes Ricardo Porro et Renaud de la Noue, évoque l'architecture des cathédrales gothiques avec son double vitrail en rosace.

On doit[style à revoir] aux mêmes architectes la résidence universitaire "Les châteaux Saint-Sylvère" (1996)
- Construit en 1979, l'hôtel d'agglomération de Georges Pencreac'h et Claude Vasconi est revêtu de céramique bleue et verte, couleurs de l'ancien SAN, tranchant ainsi avec la sévérité du bâtiment de la préfecture. Ouvert sur la ville, le bâtiment est traversé par des cheminements piétonniers et forme une place couverte entourée de gradins, la place des Arts. L'édifice accueille également le Conservatoire national de région, la Scène nationale et deux bibliothèques.
- Le nouveau palais de justice de Pontoise conçu par Henri Ciriani a été inauguré en 2005.
- On doit[style à revoir] à Roger Taillibert l'hôtel de Police de Cergy (1985) et le lycée Camille-Claudel de Vauréal (1989).
- L'école des Plants de Jean Renaudie (1973) est un ensemble sur pilotis constitué de modules hexagonaux en bois surmontés de toits en pointe de diamant.
- Le site des Chênes de l'université de Cergy-Pontoise (1993) pour lequel l'architecte Michel Rémon a reçu le premier prix d'Architecture en 1994. Long vaisseau de marbre blanc, c'est le plus important bâtiment universitaire réalisé depuis Jussieu.
- Le campus de l'ESSEC, dont le bâtiment principal conçu par Ivan Seifert en 1973 allie brique peinte en blanc, métal et verre, rappelle l'architecture scandinave. Les patios permettent au parc de la préfecture de rentrer dans le bâtiment, lui donnant ainsi un air de campus américain. Les extensions du bâtiment originel ont été conçues par son fils Marc Seifert.

### Bois, parcs et jardins
- La forêt domaniale de l’Hautil, aménagée par l’Office national des forêts (ONF), se situe sur les hauteur de l’agglomération entre Boisemont et Jouy-le-Moutier. La ferme pédagogique d’Ecancourt est situé à sa lisière.

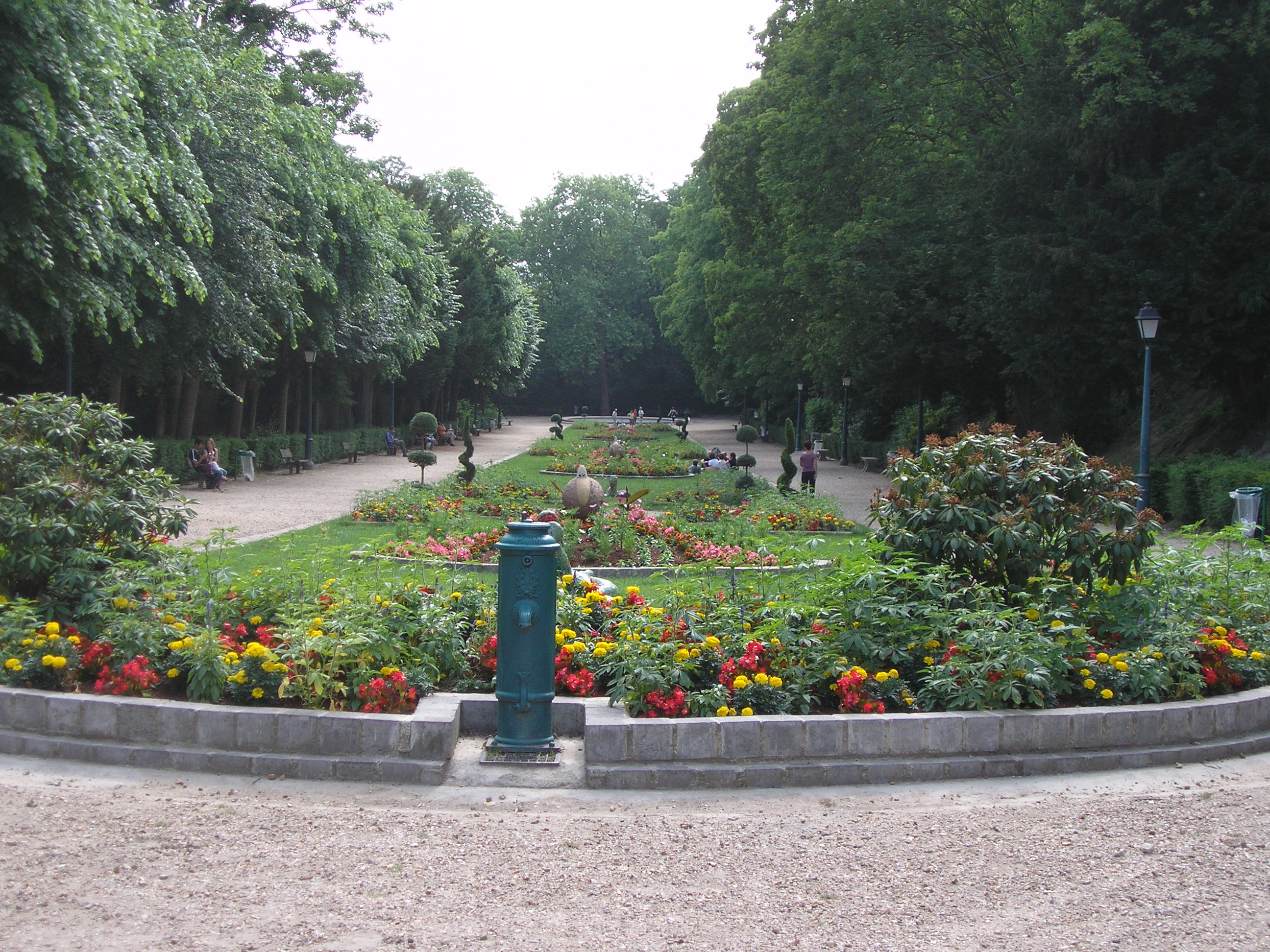
Le Jardin de la ville (Pontoise).

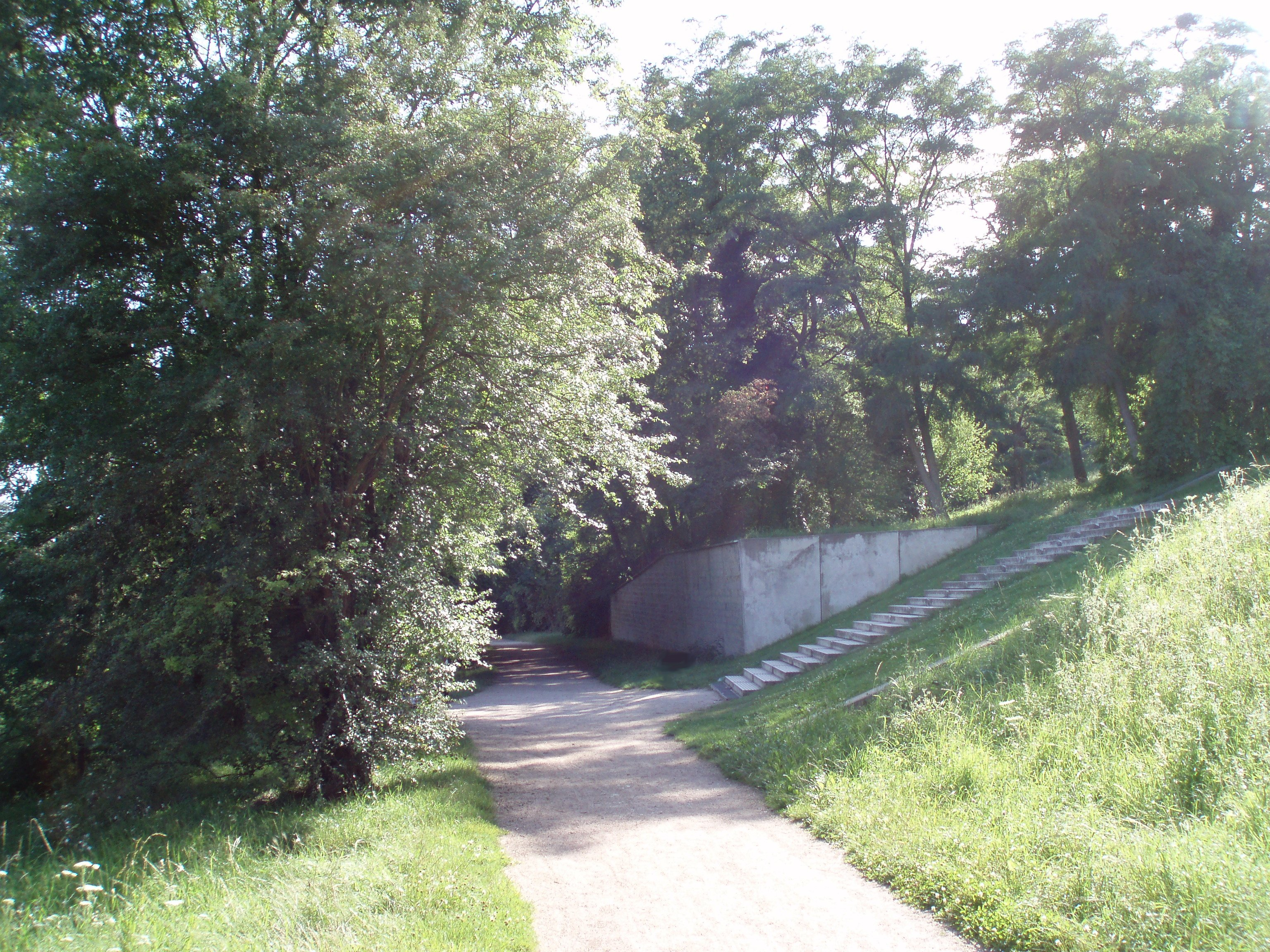
L'ancienne voie ferrée au niveau de l'Axe Majeur.

- Le bois de Cergy : Situé dans la boucle de l'Oise à proximité du Grand Centre et peuplé d'une faune et d'une flore riche, il est un lieu de promenade apprécié. Il accueille également un stade équestre, des aires de jeux pour enfants, ainsi qu'une plaine de jeux de deux hectares.
- Agrémenté de bassins et jets d'eau, le parc de la Préfecture offre ses sept hectares en plein cœur du quartier de la préfecture (Grand Centre). À pied, il permet également de rejoindre rapidement Port-Cergy et le village depuis la gare de Cergy-préfecture.
- Le Jardin de la ville à Pontoise : longtemps resté le seul jardin public de la ville, il fut aménagé sur les anciennes fortifications.
- Le Jardin des cinq sens (Pontoise) : ce jardin a été conçu à la base pour les non et malvoyants. Les cinq sens y sont en permanence sollicités : chants d'oiseau, moelleux du gazon des allées, fragrances subtiles du mélange des fleurs, couleurs changeantes à chaque saison, toucher des fleurs et des écorces. Chaque plante et chaque arbre sont accompagnés d'une légende en caractère braille et en alphabet latin. Il est aménagé sur l'emplacement de l'ancien Château Royal, détruit au XVIIIe siècle.
- Le parc du château de Grouchy, à Osny, s'étend sur une surface de 42 hectares. On y trouve notamment une grande pièce d'eau, une orangerie, un temple d'Amour circulaire, se composant de huit colonnes à chapiteaux coniques supportant un entablement.
- Les coteaux boisés au bord de l'Oise offrent également des lieux de promenade agréables, notamment le long de l'ancienne voie de chemin de fer entre Cergy et Jouy-le-Moutier : l'Arboretum qui rassemble plus de 250 espèces d'arbres différents, le jardin des Droits de l'Homme à Cergy, le Bois de Lieux à Vauréal...
- À Saint-Ouen-l'Aumône, l'abbaye de Maubuisson est entourée d'un parc de huit hectares, lieu de promenade mais aussi d'exposition d'art contemporain. Le parc Lenôtre s'étend sur onze hectares à proximité immédiate du centre-ville.

### Galerie

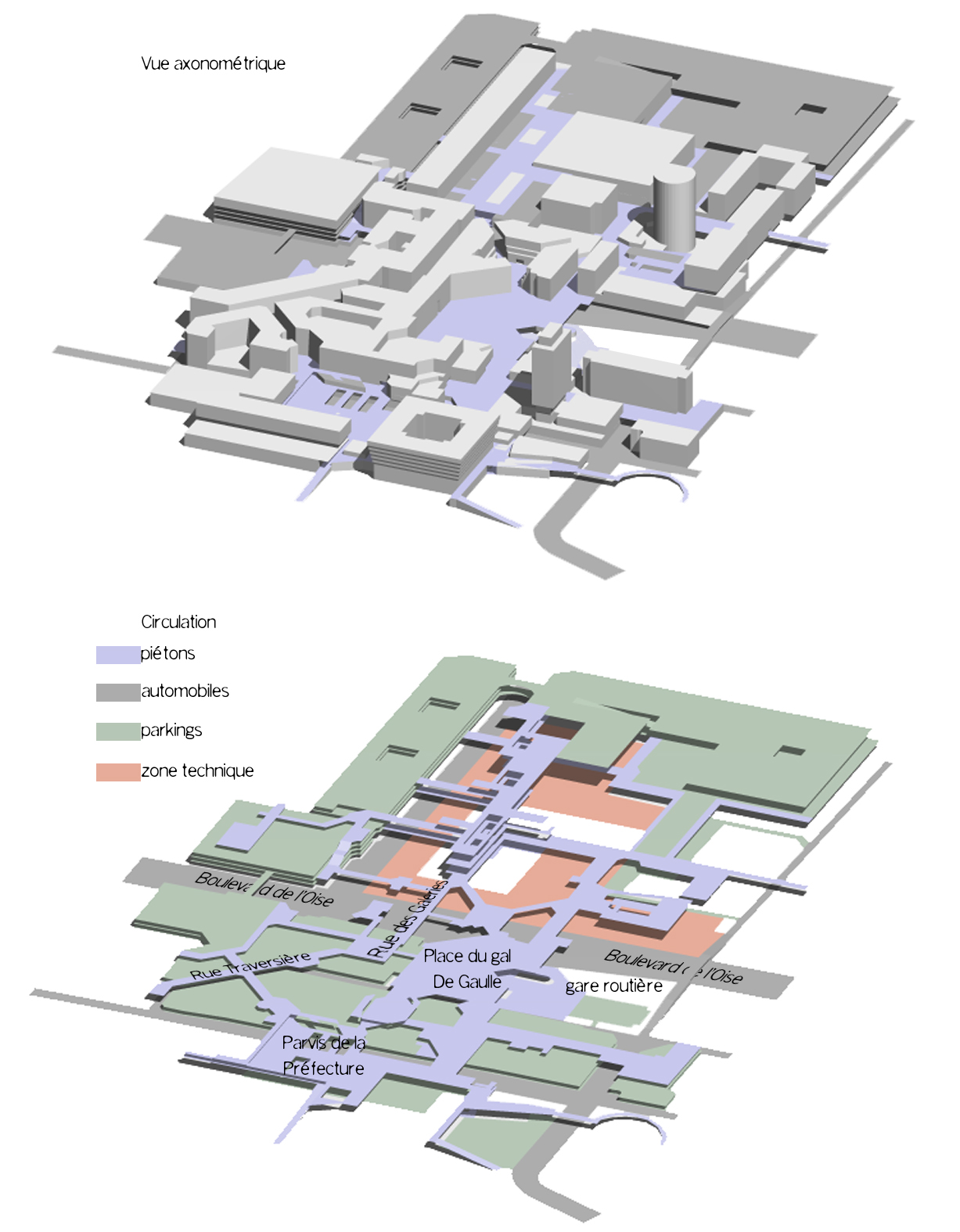
Dalle de Cergy-Préfecture : circulations.
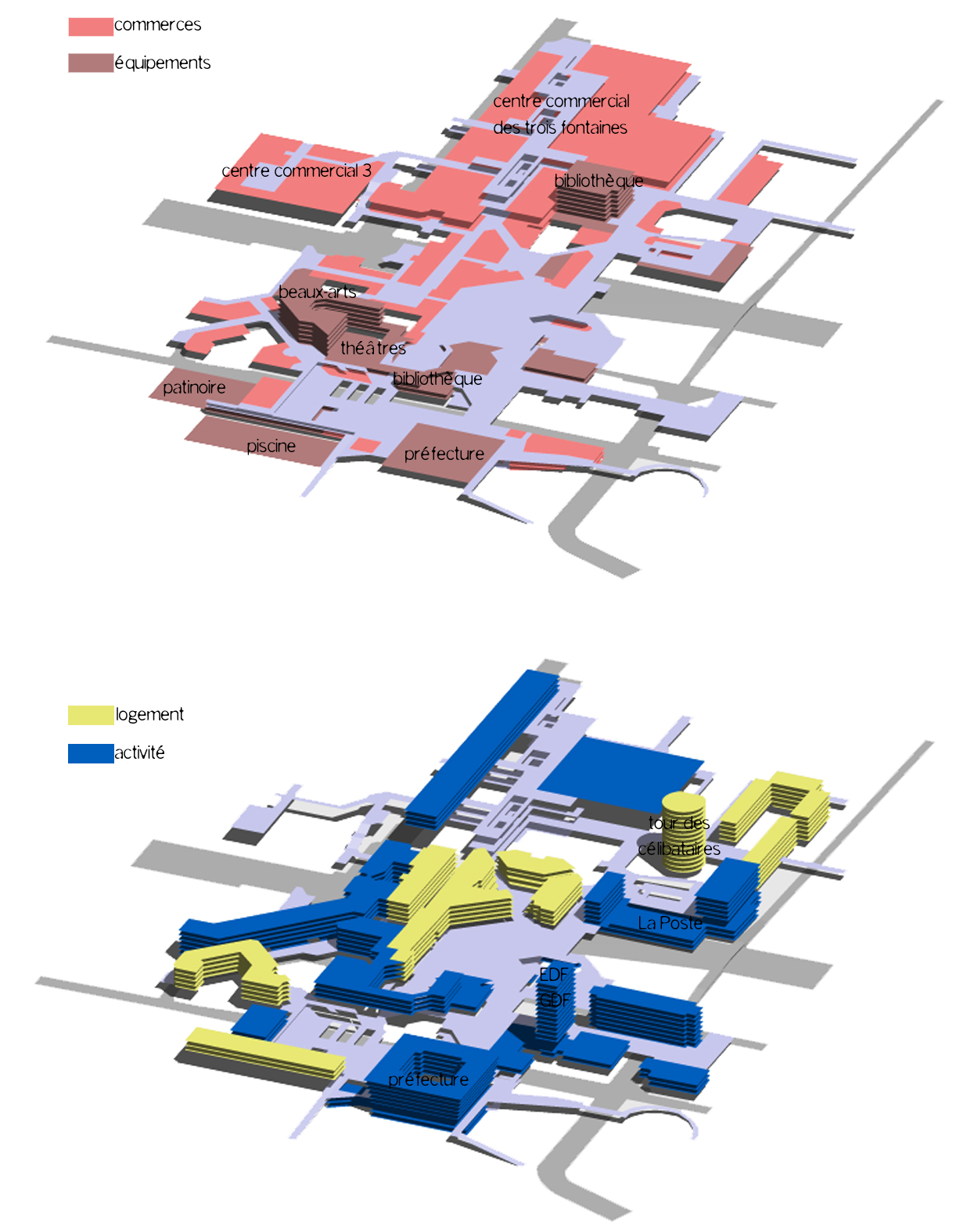
Dalle de Cergy-Préfecture : fonctions.
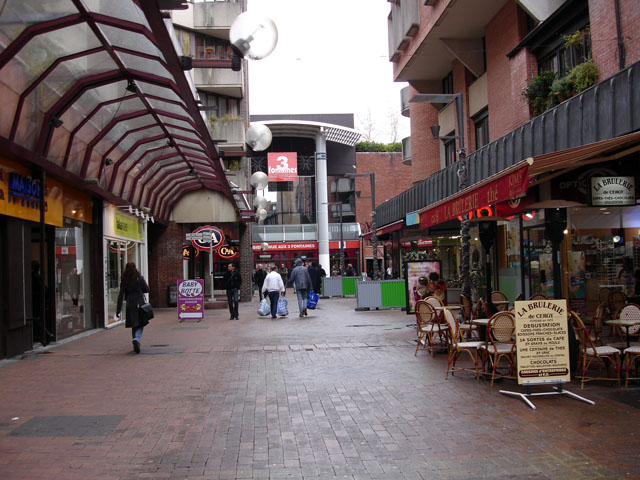
Centre commercial Les Trois Fontaines, dalle de la préfecture.
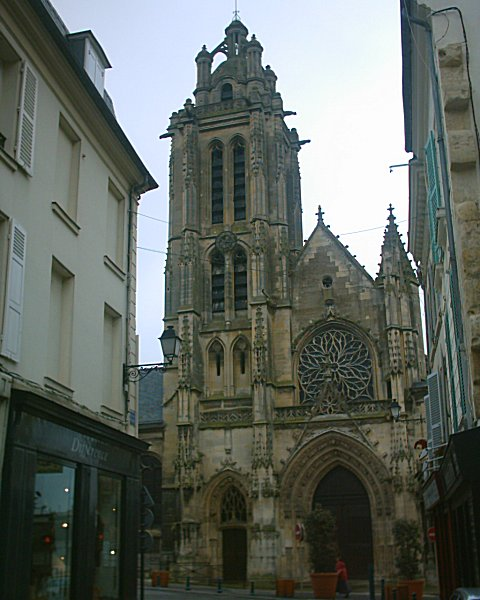
Cathédrale Saint-Maclou.
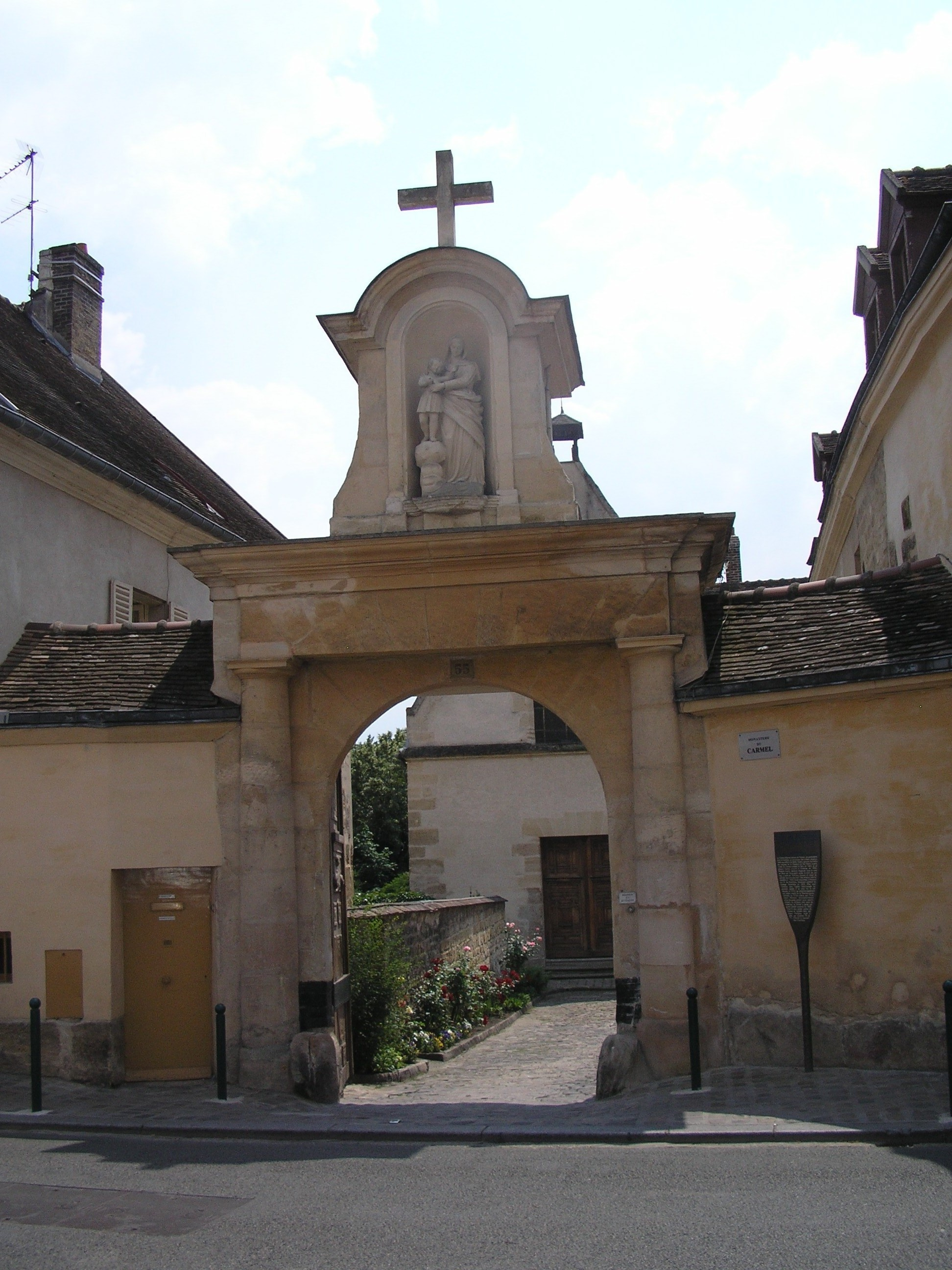
Portail du Carmel de Pontoise.
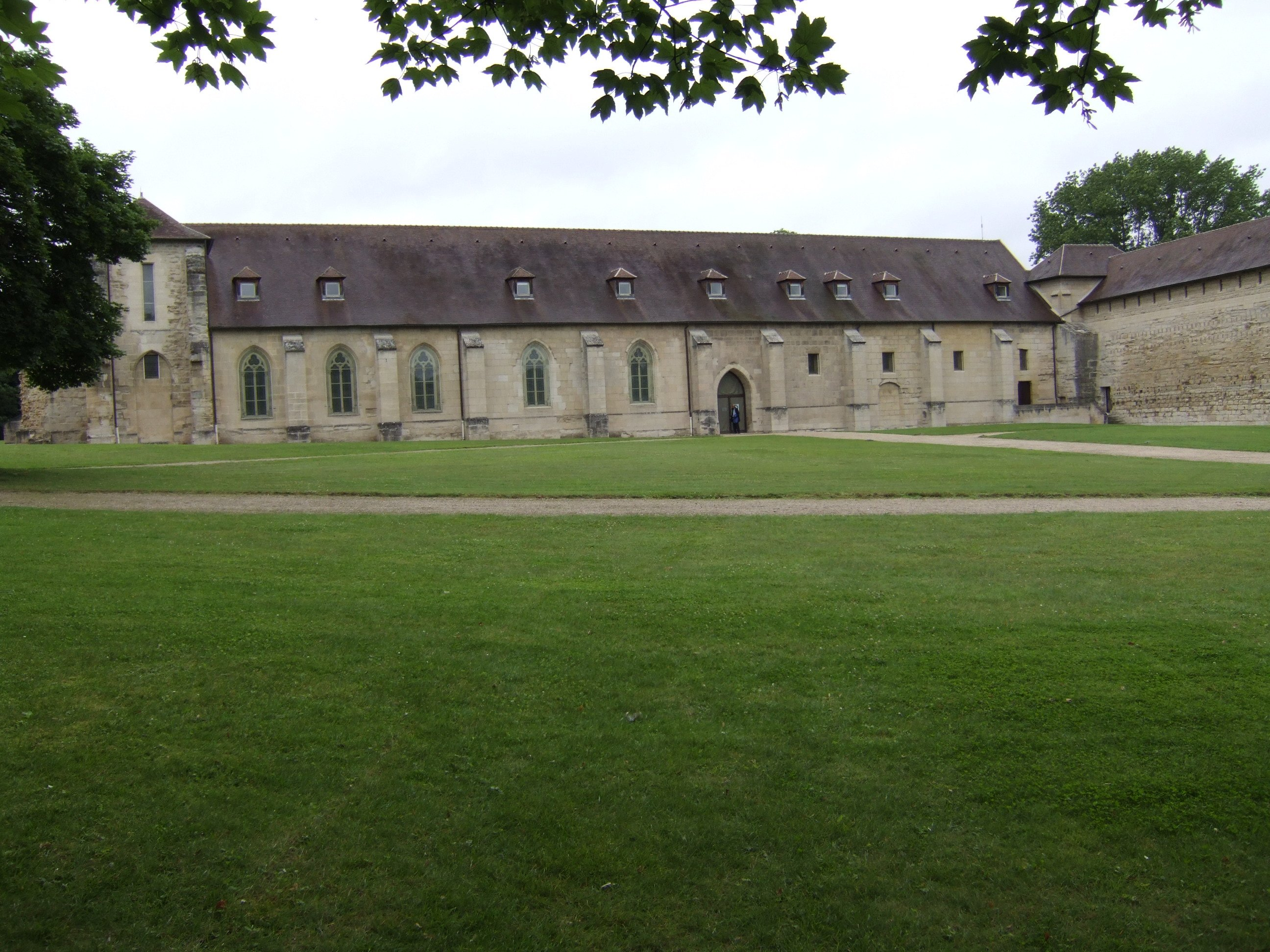
Abbaye de Maubuisson.
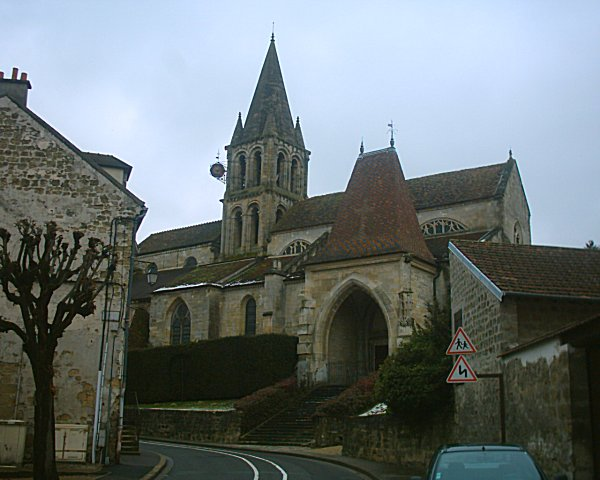
Église Notre-Dame de Jouy-le-Moutier.
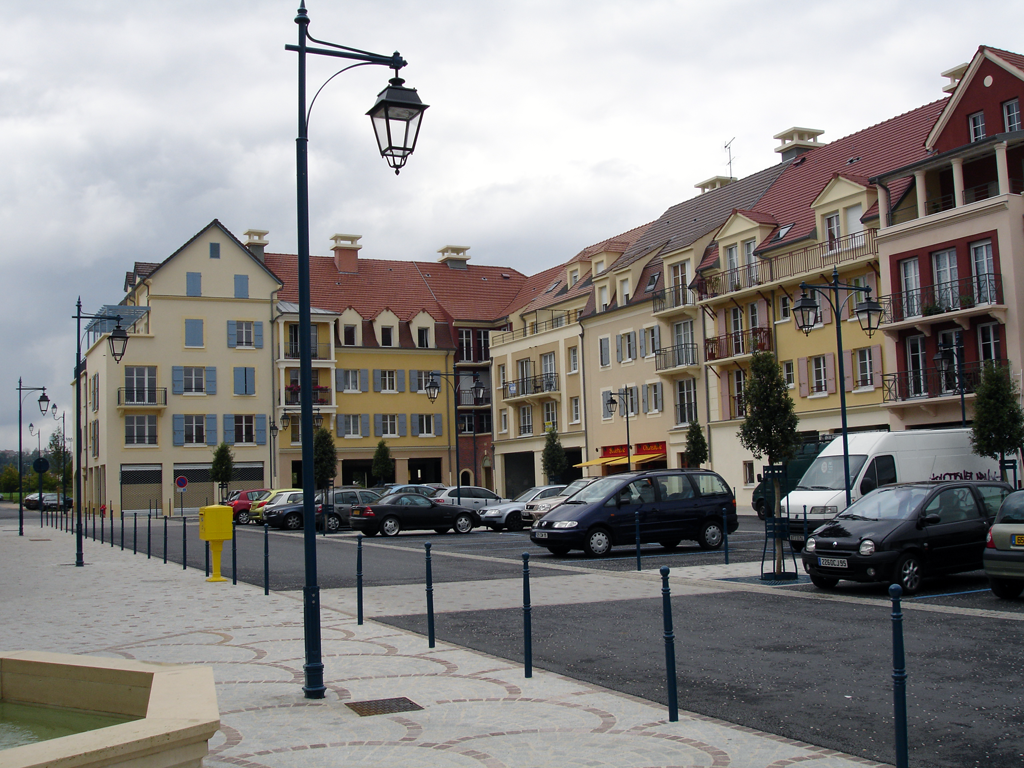
La place du Cœur-Battant à Vauréal.
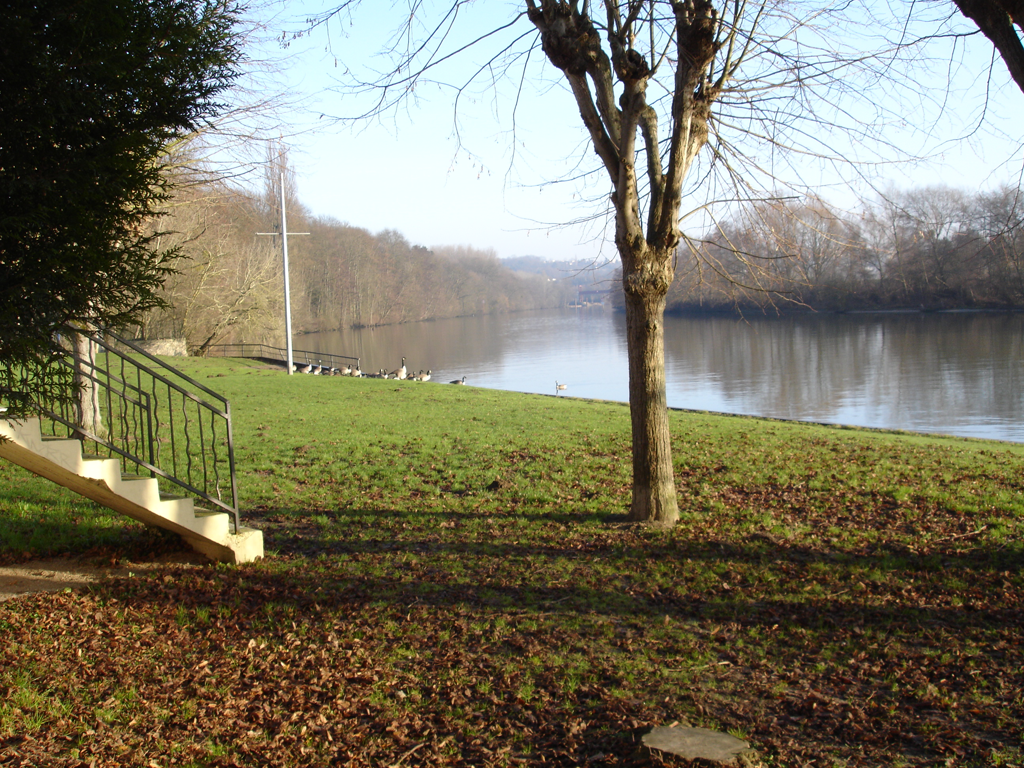
Les Bords de l'Oise à Vauréal.
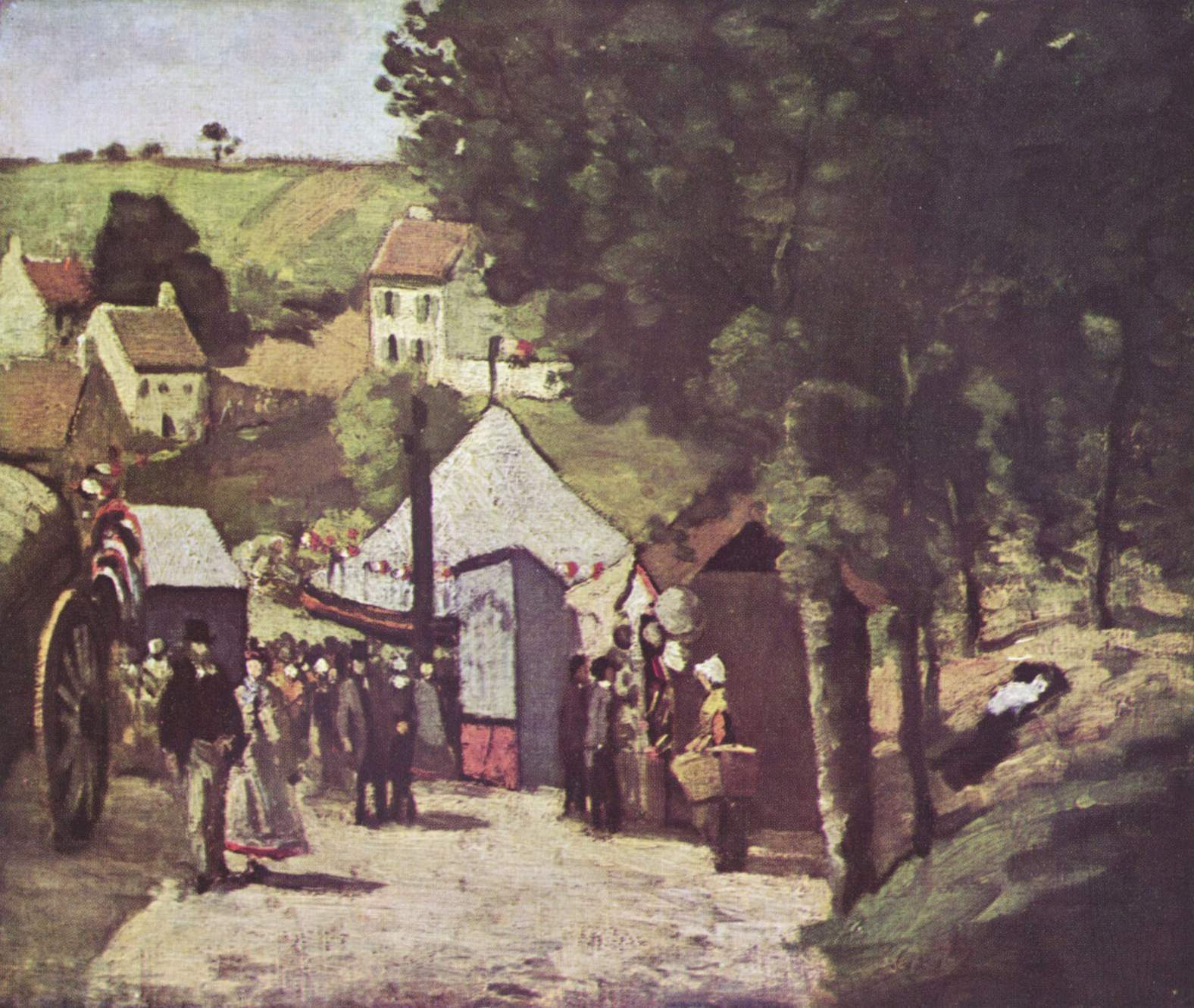
Paul Cézanne, L'Hermitage (Pontoise).
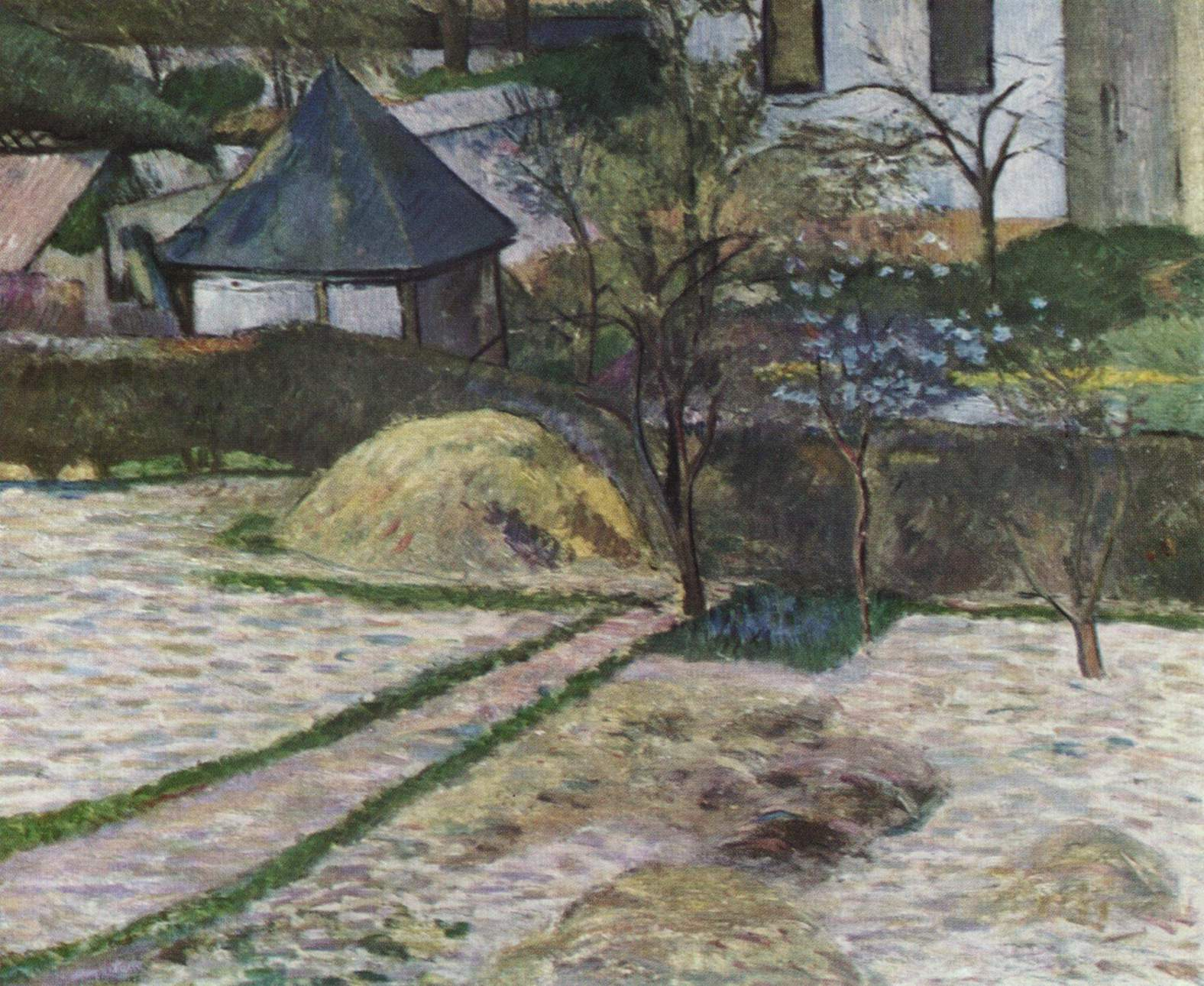
Paul Gauguin, Paysage à Osny.
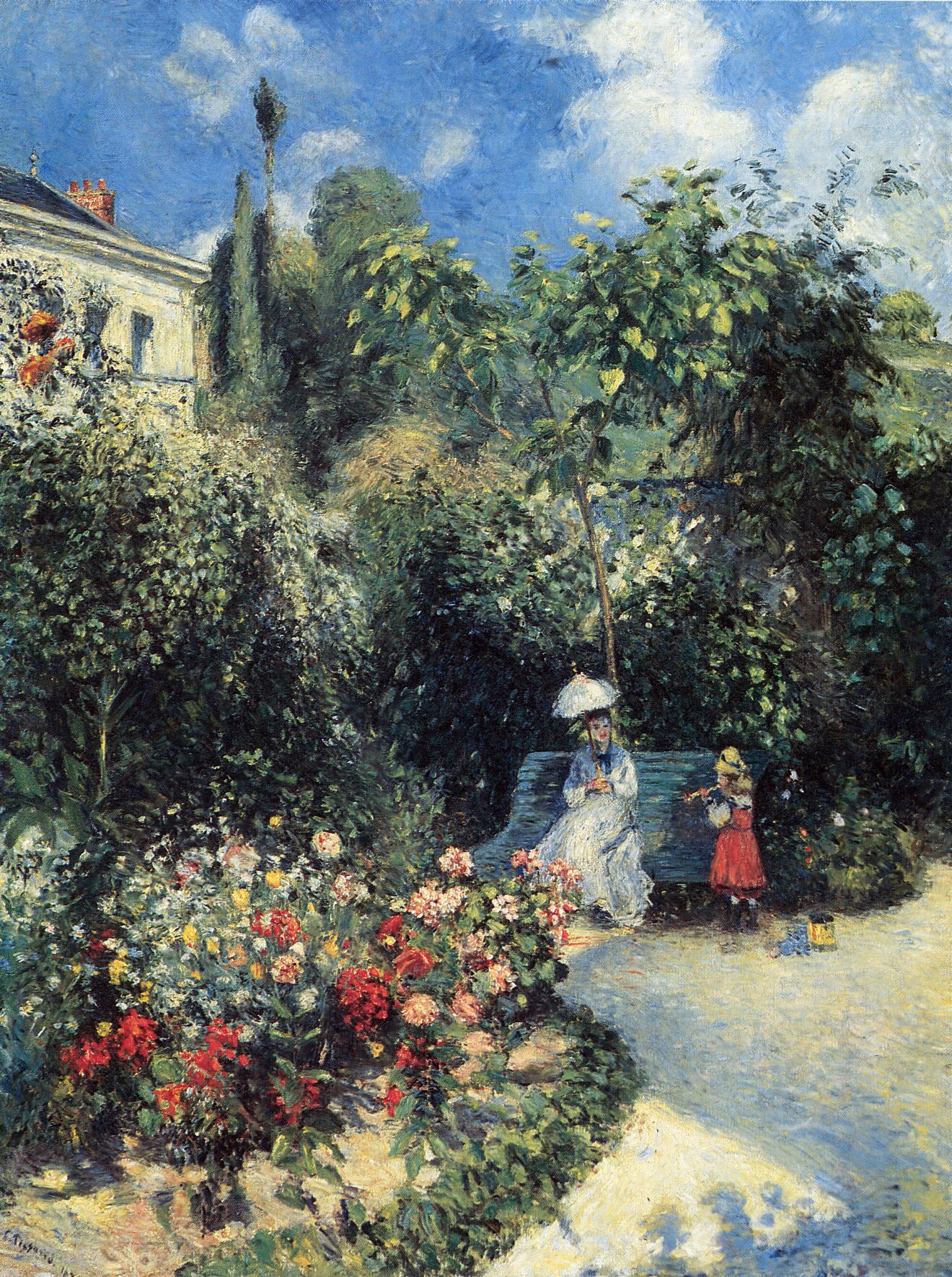
Camille Pissarro, jardin à Pontoise.
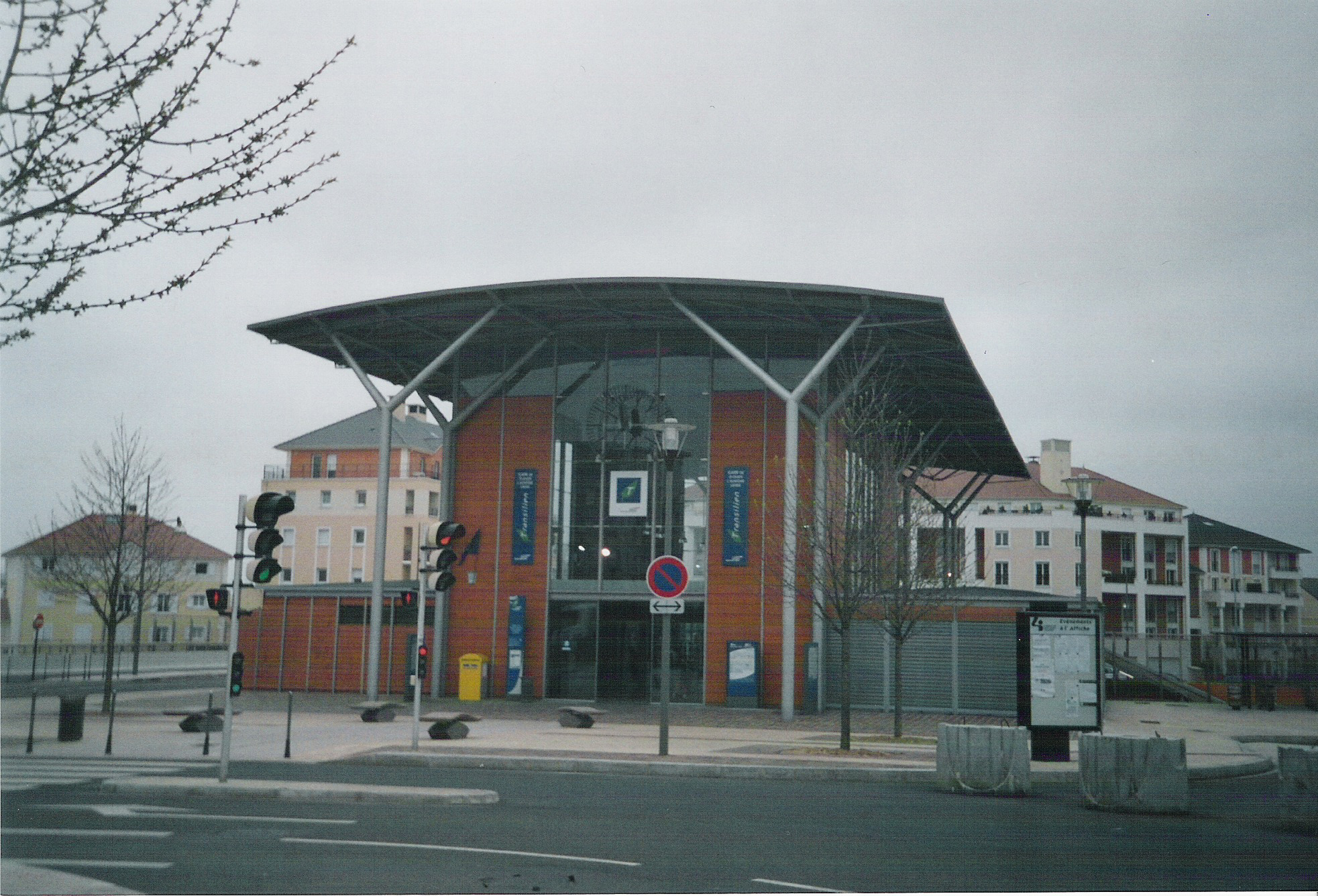
Gare de Liesse à Saint-Ouen-l'Aumône.
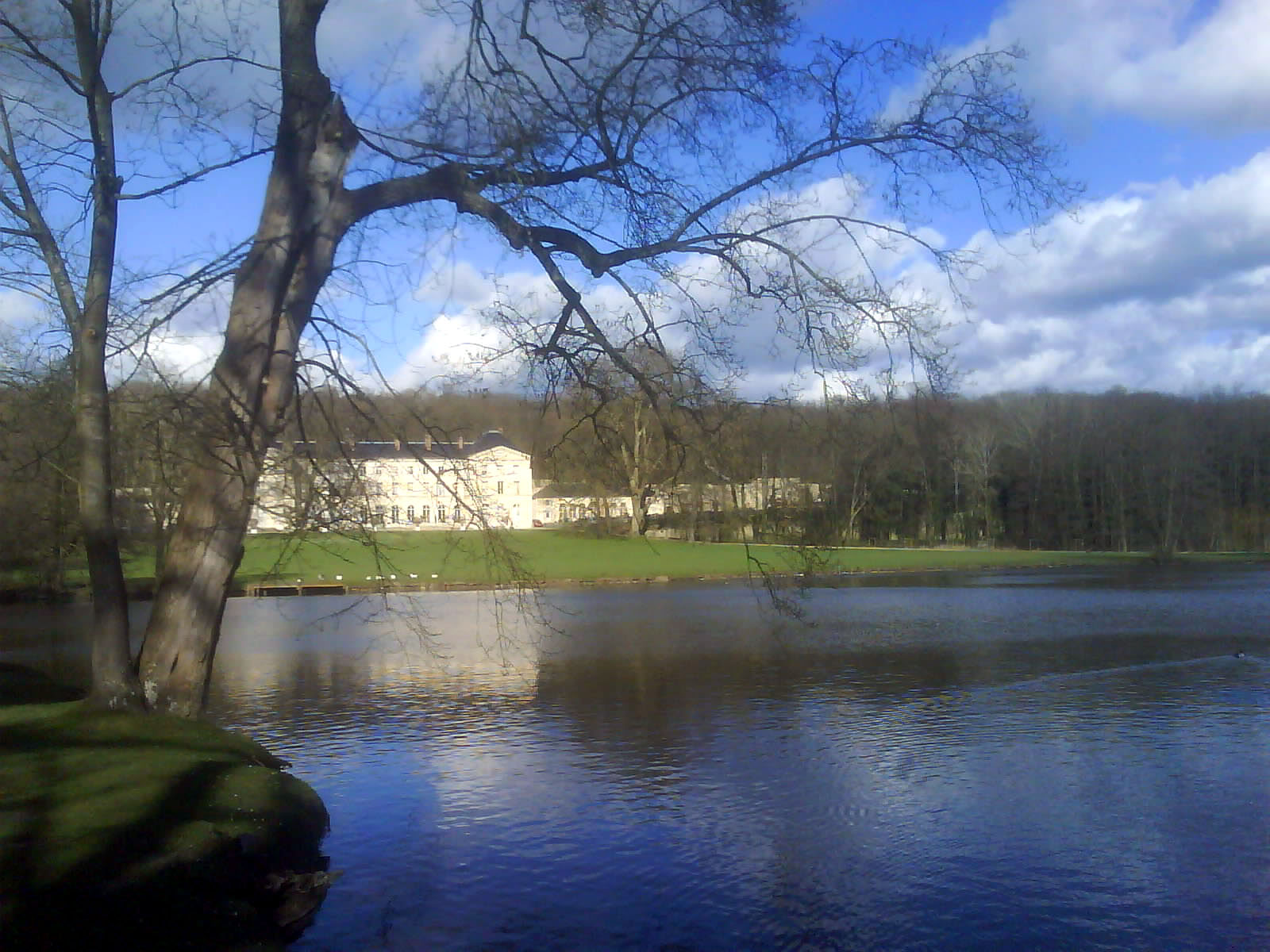
Parc et château de Grouchy, Osny.
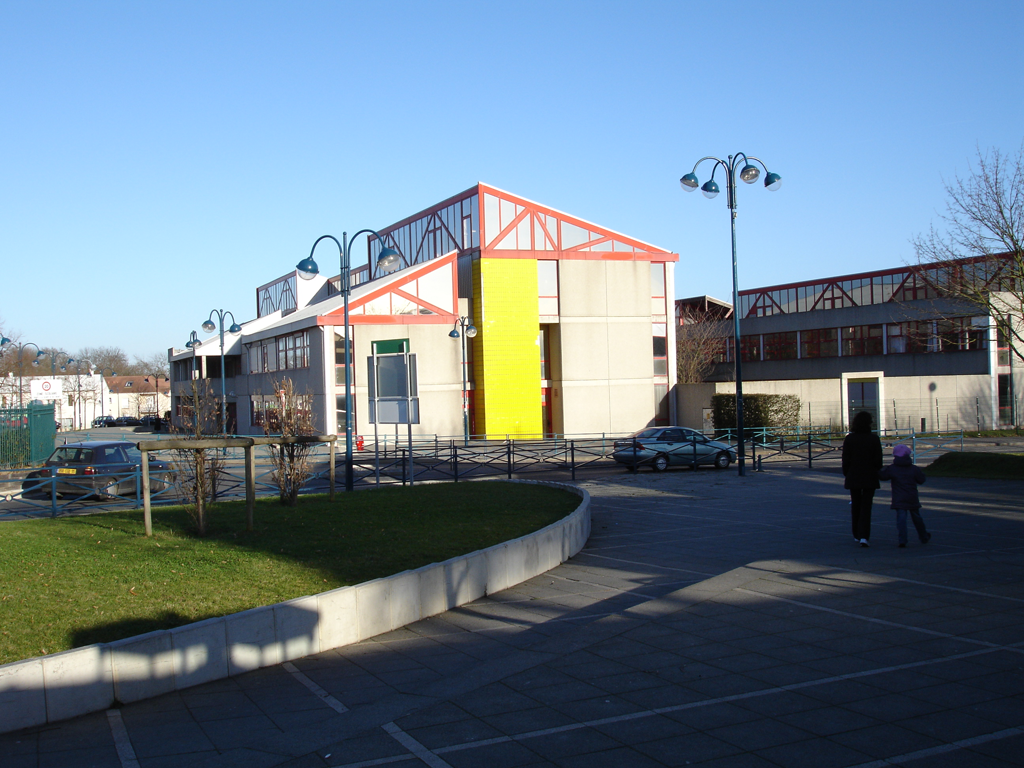
Lycée Camille-Claudel (Vauréal).

### Films
Du fait de la proximité de Paris et la diversité des paysages, l'agglomération a servi de lieu de tournage pour de nombreux films, notamment :
On a retrouvé la septième compagnie de Robert Lamoureux (1975), I... comme Icare d'Henri Verneuil (1979), L'Ami de mon amie d'Éric Rohmer (1987), Les Visiteurs de Jean-Marie Poiré (1993), Un long dimanche de fiançailles de Jean-Pierre Jeunet (2001), La Môme d'Olivier Dahan (2007), Les Rivières pourpres 2 d'Olivier Dahan (2004).

### Divers
- La ville de Pontoise accueille le Salon national de l'humanitaire, grand rendez-vous francophone de la solidarité internationale.
- En novembre, Pontoise accueille depuis plus de 800 ans la plus ancienne foire d'Île-de-France encore en activité : la foire Saint-Martin, dont les spécialités culinaires historiques sont le hareng et le ginglet (vin produit autrefois dans Cergy-Pontoise, aujourd'hui aux alentours). De nos jours, il s'agit d'une fête foraine.
- Le ginglet a donné son nom à la radio locale de Cergy-Pontoise, RGB 99.2fm (Radio Ginglet-la Boucle), la boucle faisant référence à la boucle de l'Oise.
- Le 26 novembre 1979, selon des témoignages, Cergy-Pontoise aurait été le lieu d’une affaire d’observation d’objet volant non identifié (ovni). Ce jour-là, dans le quartier de la Justice Mauve, un jeune homme, Franck Fontaine, aurait disparu d'une voiture entourée par des boules lumineuses[30]. Il serait réapparu dans une boule lumineuse 8 jours plus tard, affirmant avoir été enlevé par des extraterrestres. Jimmy Guieu publiera un livre sur cette affaire « Contacts OVNI Cergy-Pontoise » en 1980.